# 汪兆銘政権

中華民国
中華民國

国の標語: 「和平 反共 建国」国歌: 中華民国国歌
濃赤 - 維新政府および北京臨時政府（1939年）
淡赤 - 蒙古聯合自治政府（1940年編入）
薄赤 - 大日本帝国の領土及び軍事勢力圏

汪兆銘政権（おうちょうめいせいけん）は、1940年3月30日から1945年8月16日にかけて存在した、中華民国の国民政府。日中戦争における日本軍占領地に成立した政権であり、一般に日本の傀儡政権と見做されている。
政府の正式名称は中華民国国民政府（ちゅうかみんこくこくみんせいふ）だが、初代元首（国民政府主席）兼行政院長）である汪兆銘（汪精衛）の名を冠した政権名で称されることが多い（名称に関しては後述）。統治原理は三民主義であり、スローガンは「和平・反共・建国」。首都は南京、最大都市は上海。

## 概要
日中戦争勃発後、蔣介石の政敵で中国国民党の平和派であった汪は徹底抗戦を貫く蔣の方針に同調せず、日本との間で和平工作（汪兆銘工作）を行った。その結果、汪は1939年に重慶の国民政府側から日本側に亡命し、1940年に占領下の南京（中華民国の本来の首都）で合作政権を樹立した。新国家は中国全土を領有し、重慶の蔣介石政権とは対照的に、辛亥革命や孫文の遺産を正当に継承していると主張したが、実質的には日本の占領地のみが実効支配下に置かれていた。国家の承認は防共協定に署名した他の加盟国に限定されていた。中華民国国民政府は第二次世界大戦の終わりまで存在し、1945年8月に日本の降伏の時点で体制は解散し、主要な党員の多くは反逆罪を理由に処刑された。
汪兆銘政権は、華北を支配していた中華民国臨時政府（1937～1940年）と、華中を支配していた中華民国維新政府（1938〜1940年）とを統合して形成された。これらの政権は日本軍が戦略上の手駒として設置した傀儡政権に過ぎず、日本自身や同盟国からも何の承認も受けていなかった。統合後、維新政府の旧領土は汪兆銘政権が直接管理したが、臨時政府の旧領土は華北政務委員会に管理を委託した為、中央政府の支配から半自治の状態が続いた。また、1940年の日華基本条約で汪兆銘政権に日本から与えられた権限が非常に限られたため政府の行政行為は制約を受けていたが、これは1943年に日本の支配からより多くの主権を与えた新条約に署名したことによって部分的に変更された（後述）。
なお、蒙古聯合自治政府が治めた内蒙古の地域は名目上汪兆銘政権の下にあったが、汪兆銘政権に事実上の管轄権は存在しなかった。

## 名称・政体
正式な国号は中華民国（繁: 中華民國）で、その政府を中華民国国民政府（繁: 中華民國國民政府）と称する。
重慶にあった蔣介石が率いる国民政府と国号・政府名称が同じであったため、中華圏の学会では汪精衛国民政府（おうせいえいこくみんせいふ）と呼称することが多い。また、汪兆銘が樹立した政府の正統性を否定する観点（後述）から汪精衛政権（おうせいえいせいけん）や偽国民政府（ぎこくみんせいふ）、汪偽国民政府等の呼称も存在する。
日本では、南京が首都だったことに因んで南京国民政府（なんきんこくみんせいふ）という通称が多く使われた。日本の降伏後は、汪兆銘政権との呼称が一般的である。

## 国旗・国歌・記念日
1939年5月、日本を訪問した汪兆銘は、国旗として青天白日満地紅旗を採用することを主張したが、日本陸軍の板垣征四郎がそれに難色を示したため、青天白日満地紅旗に「和平 反共 建国」のスローガンを書き入れた黄色の三角旗（瓢帯）を加えて和平旗とした。1943年1月の汪政権の対米英参戦後の2月5日、汪の指示で黄色の瓢帯は除去された。
国歌は中国国民党党歌（中華民国国歌、通称「三民主義」）をそのまま使用し、記念日も国恥記念日を除けば、従前の国民政府が制定したものをそのまま踏襲した。

南京国民政府の国旗（1940年3月〜1943年1月）
南京国民政府の国旗（1943年2月〜1945年8月）
軍艦旗

## 前史

### 日中戦争勃発
民国26年 （昭和12年、1937年）7月、盧溝橋事件をきっかけに日中戦争（支那事変）が始まった。対日徹底抗戦を説く蔣介石に対し、汪兆銘（汪精衛）は「抗戦」にともなう民衆の被害と中国の国力の低迷に心を痛め、「反共親日」の立場を示し、和平グループの中心的存在となった。日本は、つぎつぎに大軍を投入する一方、外相宇垣一成はイギリスの仲介による和平の途を模索していた。しかし、宇垣工作は日本陸軍の出先や陸軍内部の革新派（統制派の前身）からの反対を受けて頓挫した。
11月20日、国民政府は南京から四川省重慶への遷都を通告し、一部の部署は湖北省武漢に移転が図られた。12月13日、南京戦の結果日本軍は南京を占領した。翌14日には、日本軍の指導で北京に王克敏を行政委員長とする中華民国臨時政府が成立した。
1938年1月のトラウトマン工作の失敗を受けた第1次近衛内閣は、尾崎秀実による工作や軍部の強硬論の影響もあって、同1月16日、「今後は蔣介石の国民政府を交渉の相手にしない」という趣旨の第一次近衛声明を発表した。日中戦争は、南京占領後、徐州作戦・武漢作戦・広東作戦を経て泥沼化していった。

日本占領下の対日協力政権

民国27年（1938年）3月から4月にかけて湖北省漢口で開かれた国民党臨時全国代表大会では、はじめて中国国民党に総裁制が採用されることとなり、蔣介石が総裁、汪兆銘が副総裁に就任して「徹底抗日」が宣言された。すでに党の大勢は「連共抗日」に傾いており、汪兆銘としても副総裁として抗日宣言から外れるわけにはいかなかった。一方、3月28日には南京に梁鴻志を行政委員長とする親日政権、中華民国維新政府が成立している。
こうしたなか、この頃から日中両国の和平派が水面下での交渉を重ねるようになり、この動きはやがて、中国側和平派の中心人物である汪兆銘をパートナーに担ぎ出して「和平」を図ろうとする、いわゆる「汪兆銘工作」へと発展した。

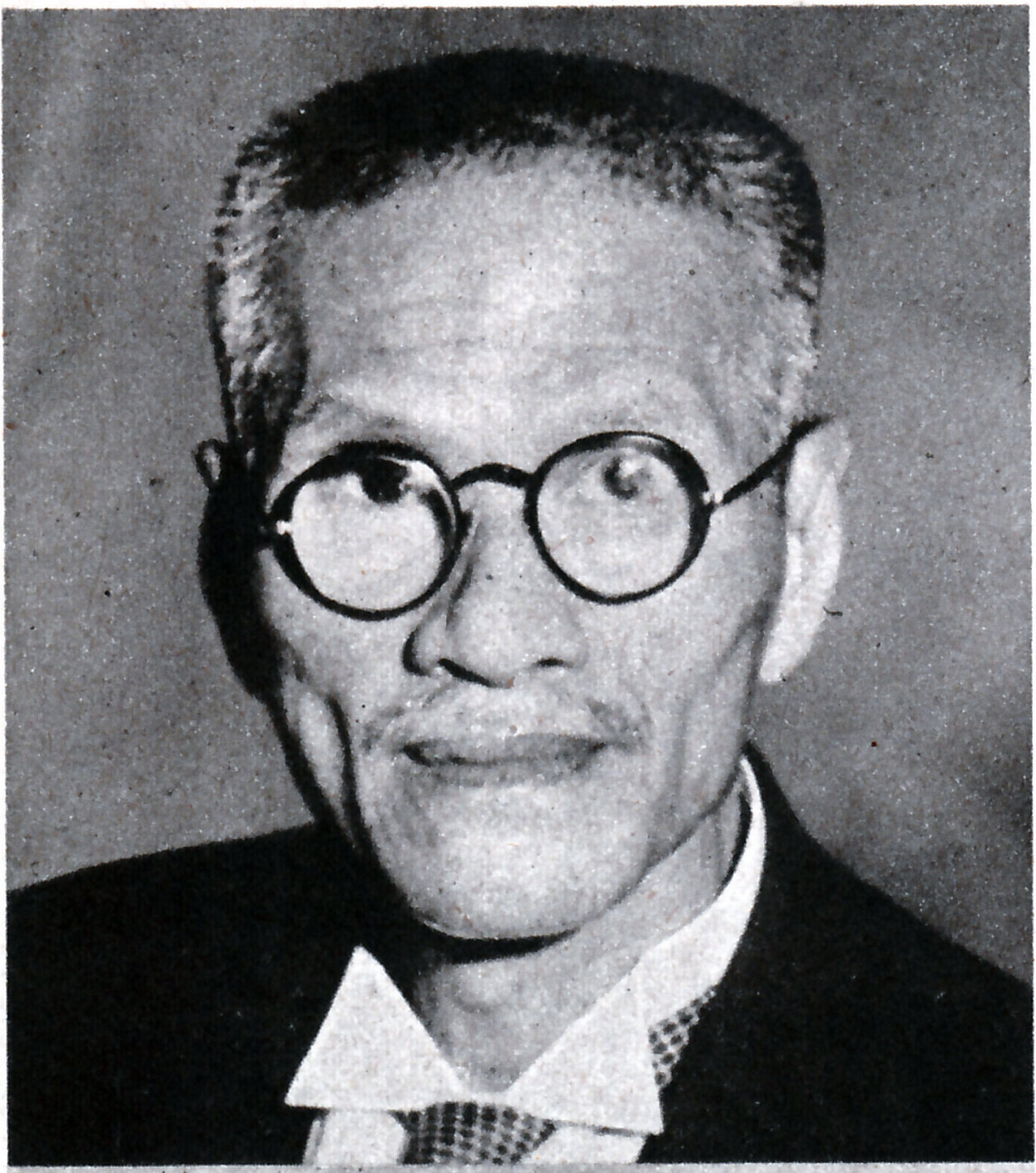
中華民国臨時政府（北京）行政委員会委員長の王克敏
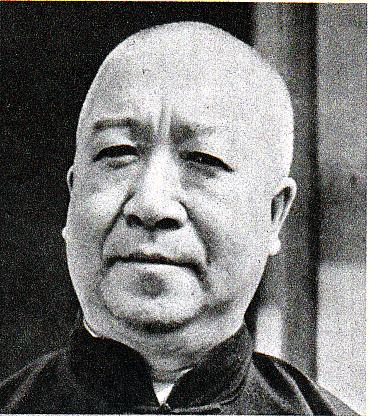
中華民国維新政府（南京）行政院長の梁鴻志

### 汪兆銘工作と汪の重慶脱出

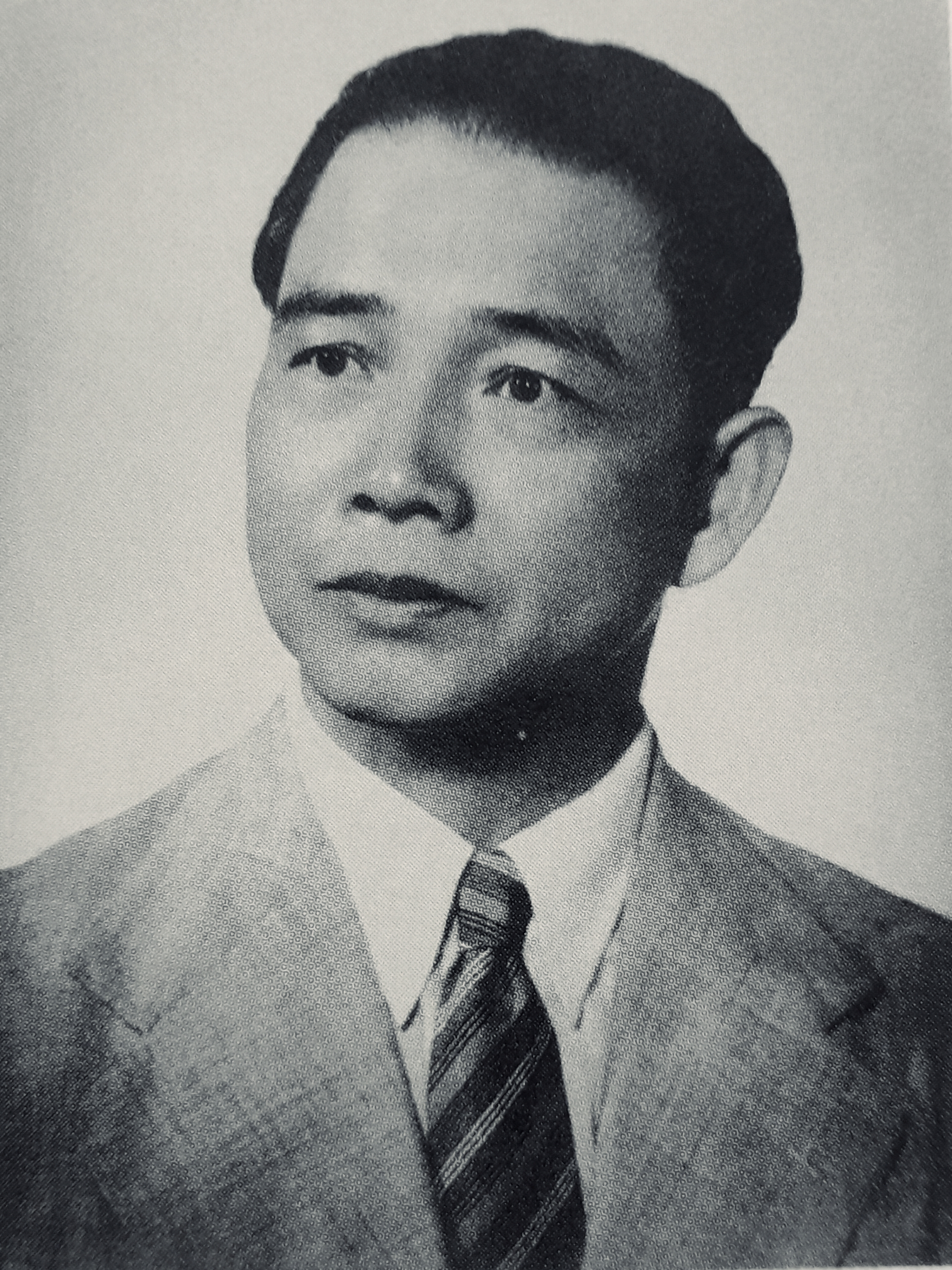
汪兆銘

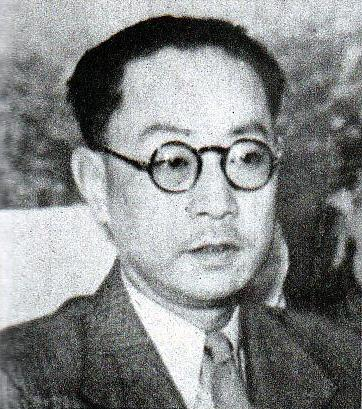
周仏海

汪兆銘は、早くから蔣介石の「焦土抗戦」に反対し、全土が破壊されないうちに和平を図るべきだと主張していた。1938年6月、汪とその側近である周仏海の意を受けた高宗武が渡日して日本側と接触した。高宗武自身は日本の和平の相手は汪兆銘以外にないとしながらも、あくまでも蔣介石政権を維持したうえでの和平工作を考えていた。
10月12日、汪はロイター通信の記者に対して日本との和平の可能性を示唆したうえで、蔣介石による長沙焦土戦術に対して明確な批判の意を表したことから、蔣との対立は決定的なものとなった。日本では、11月3日に近衛文麿が「東亜新秩序」声明を発表していた（第二次近衛声明）。これは、日本が提唱する東亜新秩序に参加するならば、蔣介石政権であっても拒まないことを示しており、第一次声明の修正を意味していた。
11月、上海の重光堂において、汪派の高宗武・梅思平と、日本政府の意を体した参謀本部の今井武夫・影佐禎昭との間で話し合いが重ねられた（重光堂会談）。11月20日、両者は「東亜新秩序」の受け入れや中国側による満洲国の承認がなされれば日本軍が2年以内に撤兵することなどを内容とする「日華協議記録」に署名調印した。そして、将来的に日華防共協定がむすばれるならば、日本は治外法権を撤廃し、租界返還も考慮するとされた。

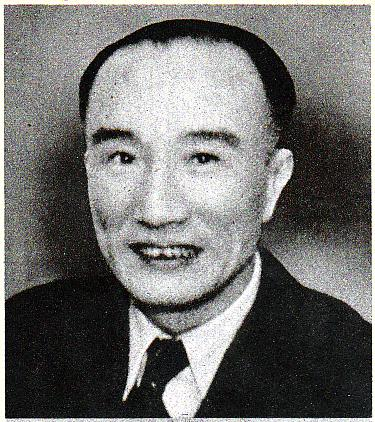
梅思平

この合意の実現のため汪側は、汪が重慶を脱出し、日本は和平解決条件を公表して、それに呼応する形で汪が時局収拾の声明を発表、汪のシンパとして期待される雲南省昆明や四川省などの日本未占領地域に新政府を樹立するという計画を策定した。12月18日、ついに汪兆銘は重慶からの脱出を決行した。汪一行は昆明に1泊し、12月20日、仏領インドシナのハノイに着いた。周仏海は、昆明で汪一行に合流し、ともにハノイに渡った。汪の脱出に前後して、陶希聖や梅思平らも、それぞれ重慶から脱出した。
汪派の人びとにとって期待はずれだったのは、昆明の竜雲はじめ、四川の潘文華、第四戦区（広東省・広西省）の司令官張発奎らが、誰ひとりとして汪兆銘の呼びかけに応じなかったことであった。さらに打撃だったのが、12月22日、汪の脱出に応える形で発表された近衛声明（第三次近衛声明）であり、これには汪と日本側の事前密約の柱であった「日本軍の撤兵」には全く触れておらず、汪派の人びとを落胆させた。

### 汪兆銘政権の成立
1938年12月29日、汪は通電を発表し、広く「和平反共救国」を訴えた。これは、韻目代日による「29日」の日付をとって「艶電」と呼ばれる。ここで汪は「もっとも重要な点は、日本の軍隊がすべて中国から撤退するということで、これは全面的で迅速でなければならない」と述べ、それ以前の日本側との交渉内容を踏まえ、約束の履行を牽制したものであった。しかし、汪に続く国民党幹部は決して多くなく、日本軍撤退もなかった。蔣政権はこれに対し、ただちに汪を国民党から永久除名し、一切の公職を解いた。
当初の構想に変更を余儀なくされた汪は、しばらくハノイに滞留した。しかし、1939年3月21日、暗殺者がハノイの汪の家に乱入、汪の腹心曽仲鳴を射殺するという事件が起こった。蔣介石が放った暗殺者は汪をねらったが、その日はたまたま汪と曽が寝室を取り替えていたため、曽が犠牲になった。
ハノイが危険であることを察知した日本当局は、汪を同地より脱出させることとした。陸軍大臣板垣征四郎は、汪兆銘の意思を尊重しつつ安全地帯に連れ出すことを命令し、これを受けた陸軍の影佐禎昭は関係各省の合意が必要と主張して、須賀彦次郎海軍少将、外務省・興亜院からは矢野征記書記官、衆議院議員犬養健らを同行させることを条件に、この工作に携わった。4月25日、影佐と接触した汪兆銘はハノイを脱出し、フランス船と日本船を乗り継いで5月6日に上海に到着した。ハノイの事件は、汪兆銘が和平運動を停止し、ヨーロッパなどに亡命して事態を静観するという選択肢を放棄させるものとなった。
汪兆銘は蔣介石との決別を決意した。一方、蔣介石は徹底抗戦を唱えるとともに竜雲・李宗仁・唐生智など、かつて汪に親しかった人物の切り崩しを図った。一時は新政府樹立を断念していた汪だったが、ハノイでの狙撃事件を機に「日本占領地域内での新政府樹立」を決意するに至った。これは、日本と和平条約を結ぶことによって、日中間の和平のモデルケースをつくり、重慶政府に揺さぶりをかけ、最終的には重慶が「和平」に転向することを期待するものだった。
上海に移った汪兆銘はただちに日本を訪れ、平沼騏一郎内閣のもとで新政府樹立の内諾を取り付けた。汪はまた上海で自政権を支える軍隊の創設をめざし国民革命軍などの高級将校に対して「索反工作」と称する離反作戦を活発に展開した。5月31日、汪と彼の配下であった周仏海・梅思平・高宗武・董道寧らは横須賀の海軍飛行場に到着し、日本側と協議している。このとき板垣征四郎は、汪兆銘政権が青天白日満地紅旗を用いることに難色を示したが、汪兆銘側もこの点に関しては譲れず、結局、青天白日旗に「和平 反共 建国」のスローガンを書き入れた黄色の三角標識（瓢帯）を加えて和平旗とすることで折り合いがついた。

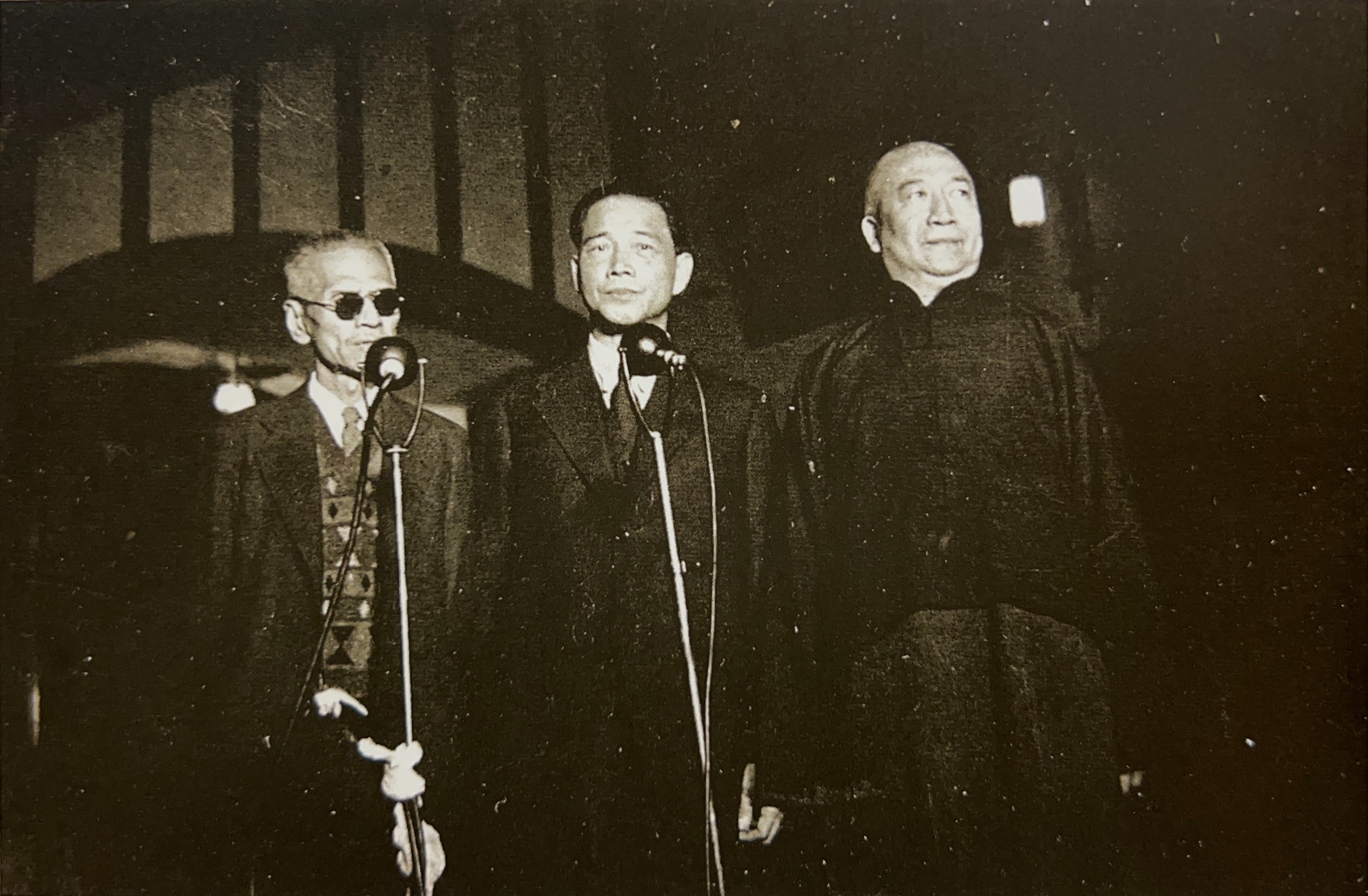
王克敏（左）、汪兆銘（中央）、梁鴻志（右）

帰国した汪兆銘は、1939年8月28日より、国民党の法統継承を主張すべく上海で「第六次国民党全国大会」を開催し、自ら党中央執行委員会主席に就任して日本占領地内の親日政権の首班であった王克敏（北京）・梁鴻志（南京）の両名と協議し、9月21日、中央政務委員の配分を「国民党（汪派）が三分の一、王克敏の臨時政府と梁鴻志の維新政府が両方で三分の一、その他三分の一」とすることで合意し、彼らと合流して新政府を樹立することとした。
次いで10月、新政府と日本政府との間で締結する条約の交渉が開始された。しかし日本側の提案は、従来の近衛声明の趣旨からさえ大幅に逸脱する過酷なものであった。日本の示した日華新関係調整要綱のあまりに過酷な条件に汪自身もいったんは新政府樹立を断念したほどである。汪兆銘は『中央公論』1939年秋季特大号（10月1日発行）に「日本に寄す」と題する思い切った論考を発表し、「東亜協同体」や「東亜新秩序」という日本の言論界でしきりに用いられる言葉に対する疑念と不信感を表明し、「日本は中国を滅ぼす気ではないか」と訴えた。
1939年12月9日、汪兆銘は「中央陸軍軍官訓練団」を組織した。これは、旧維新政府の兵士の受け容れ先であったとともに、南京国民政府の国軍「和平建国軍」のもととなった。
1940年1月、汪新政権の傀儡化を懸念する高宗武と陶希聖が和平運動から離脱して「内約」原案を外部に暴露する事件が生じた。汪兆銘は最終段階において腹心と思われた部下に裏切られたことに動揺したものの、日本側が最終的に若干の譲歩を行ったこともあり、この条約案を最終的に承諾した。一方、それまで態度を保留し、政府を2つに割ることにあくまでも反対していた陳公博は正式に汪兆銘の側に身を寄せた。

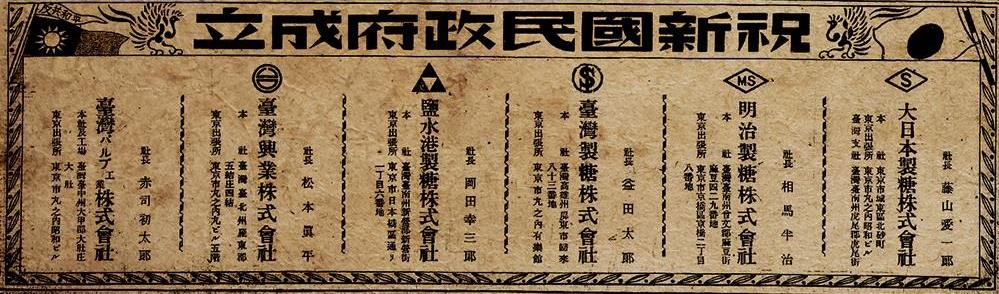
台湾日日新報の「祝新国民政府成立」の新聞広告（1940年）

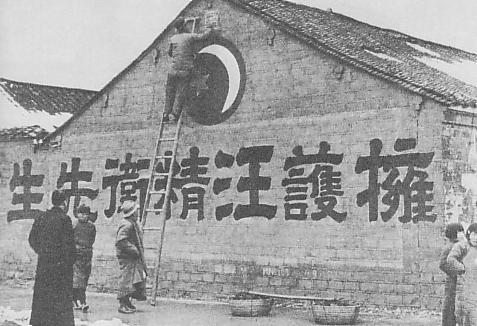
「汪精衛さんを応援しよう」（原文：擁護汪精衛先生（さん））と書かれた汪兆銘政権の標語

民国29年（1940年）3月30日、南京国民政府の設立式が挙行された。汪兆銘政権は、国民党の正統な後継者であることを示すため、首都を重慶から南京に還すことを意味する「南京還都式」のかたちをとった。ただし、汪は重慶政府との合流の可能性も考慮して、当面のこととして新政府の「主席代理」に就任し、重慶政府にいた国民党長老の林森を名目上の主席とした。政府の最高機関は中央政治委員会で、その下には軍事委員会が設置された。蔣介石はこの日、汪兆銘に従った77名の逮捕令を発した。
北京の中華民国臨時政府と南京の中華民国維新政府は、「還都式」前日の3月29日に解散して新国民政府に合流したが、臨時政府の方は華北政務委員会に改編され、汪の南京政権のもとで一定の自治を保った。
新政府では汪の妻の陳璧君も重要な役割を果たし、陳璧君とその義弟の褚民誼、汪の女婿で私設秘書の何文傑、汪の秘書林柏生、臨時政府の王克敏、維新政府の梁鴻志といった人びとが「公館派」として名を連ねた。一方、周仏海をはじめとするグループは「実力派」と呼ばれ、繆斌や項致荘、周縞、特務機関の丁黙邨などから成った。陳公博は、「公館派」「実力派」いずれの派閥にも属さなかった。なお、戦後日本の内閣総理大臣を務めた福田赳夫は汪兆銘政権の財政顧問であり、のちに中華人民共和国主席となった江沢民の実父（江世俊）は、汪の南京国民政府の官吏であった。

## あゆみ

### 日華基本条約

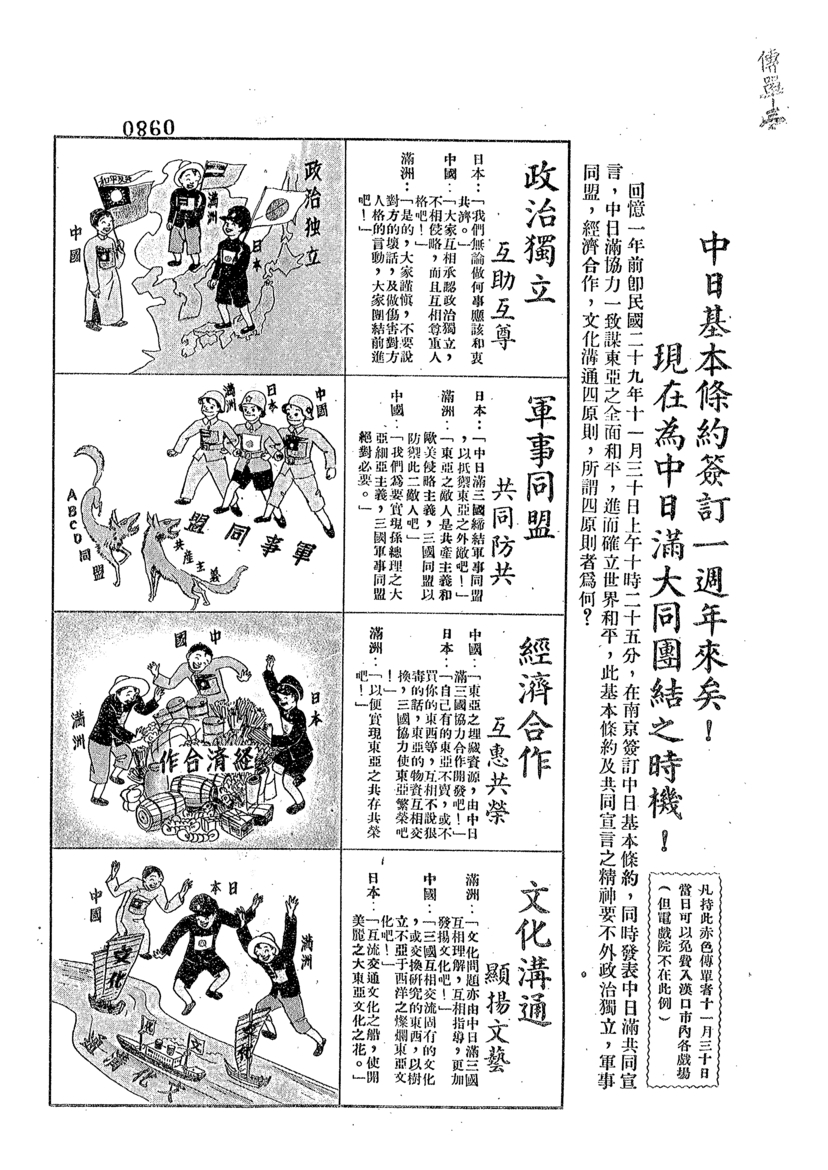
日華基本条約の内容を広報するリーフレット（中国語）

日中戦争においては、盧溝橋事件以来、船津和平工作、トラウトマン工作、宇垣工作など、和平が幾度も試みられてきたが、いずれも失敗に帰し、汪兆銘工作は上述のように新南京国民政府の成立をもたらしたが、蔣介石の重慶政府は日本に対する徹底抗戦を唱えており、重慶との和平は依然として日中戦争打開のためには必要とされるべき課題であり、汪兆銘工作とともに桐工作が並行して進められたが、これも失敗に終わった。1940年7月、第2次近衛内閣が成立し、松岡洋右が外務大臣に就任した。松岡もまた銭永銘・周作民工作を進めたが、重慶側と日本側とでは和平案に折り合いがつかなかった。松岡は汪政権を承認する方針に転じた。
汪兆銘政権は、1940年11月30日、南京において日華基本条約（日本国中華民国基本関係に関する条約）と日満華共同宣言に調印した。日本が南京政府を正式に承認したのは、「還都式」より8か月を経過したこのときであった。同時に汪兆銘は、南京国民政府の正式な「主席」に就任したが、これは日華基本条約調印の資格として主席の肩書が必要だったからであった。
日華基本条約は、汪兆銘と日本から特使として派遣された阿部信行元首相の間で調印されたもので、汪の国民政府と日本との間に「東亜新秩序」に基づく互恵関係を結ぶことを謳い、第1条に永久の善隣友好、第3条に共同防共、第6条に共同資源開発・経済提携などを定め、汪政権側が日本軍の蒙疆（蒙古聯合自治政府）への駐留を認めた。また、日清戦争後の1896年に結ばれた日清通商航海条約が正式に破棄された。
日満華共同宣言は、汪、阿部に満洲国外相の臧式毅が加わった三者により調印された。この三国は互いに国家承認をおこない、善隣友好・共同防共・経済提携を柱とする互恵関係を定め、特に経済面では「日満華経済ブロック」の形成が目指された。
新政権は誕生したものの、結局は汪が当初意図したような「重慶政府との和平」は実現せず、蔣政権と日本の戦争状態はつづいた。南京政府での汪兆銘の演説中の写真には、必ずといってよいほど、背景に孫文の顔写真が掲げられている。汪は常に自らが孫文の意思を引き継ぐ正統な政府であることを訴えた。
還都1周年が過ぎた民国30年（1941年）5月、南京政府で汪兆銘の日本公式訪問が立案された。6月16日、上海から神戸港に上陸し東京駅に着いた汪一行を、日本国民は熱烈に歓迎した。汪兆銘は元首待遇として昭和天皇に拝謁し、天皇から日中間の「真の提携」を願うとの言葉をかけられている。汪兆銘は、近衛文麿首相、松岡洋右外相、杉山元参謀総長、永野修身軍令部総長、東条英機陸相らと面談し、6月19日にはレセプションが開かれ、6月23日には近衛首相とで共同宣言を発表した。この訪日を機に、日本から国民政府に対し3億円の武器借款が供与され、中国中部における押収家屋と軍管理工場の返還がなされた。

### 太平洋戦争と汪政権
アメリカ合衆国との対立を深めていた日本は、1940年11月、野村吉三郎を駐米大使として和平交渉にあたらせたが事態は好転しなかった。民間においても日米和平が模索され、アメリカの満洲国承認を前提に、日本軍が中国から撤退し、それを前提に汪兆銘・蔣介石両政権の合流をはかるという案が出され、近衛文麿も陸軍もこの案に賛成したが、アメリカ政府は同意しなかった。

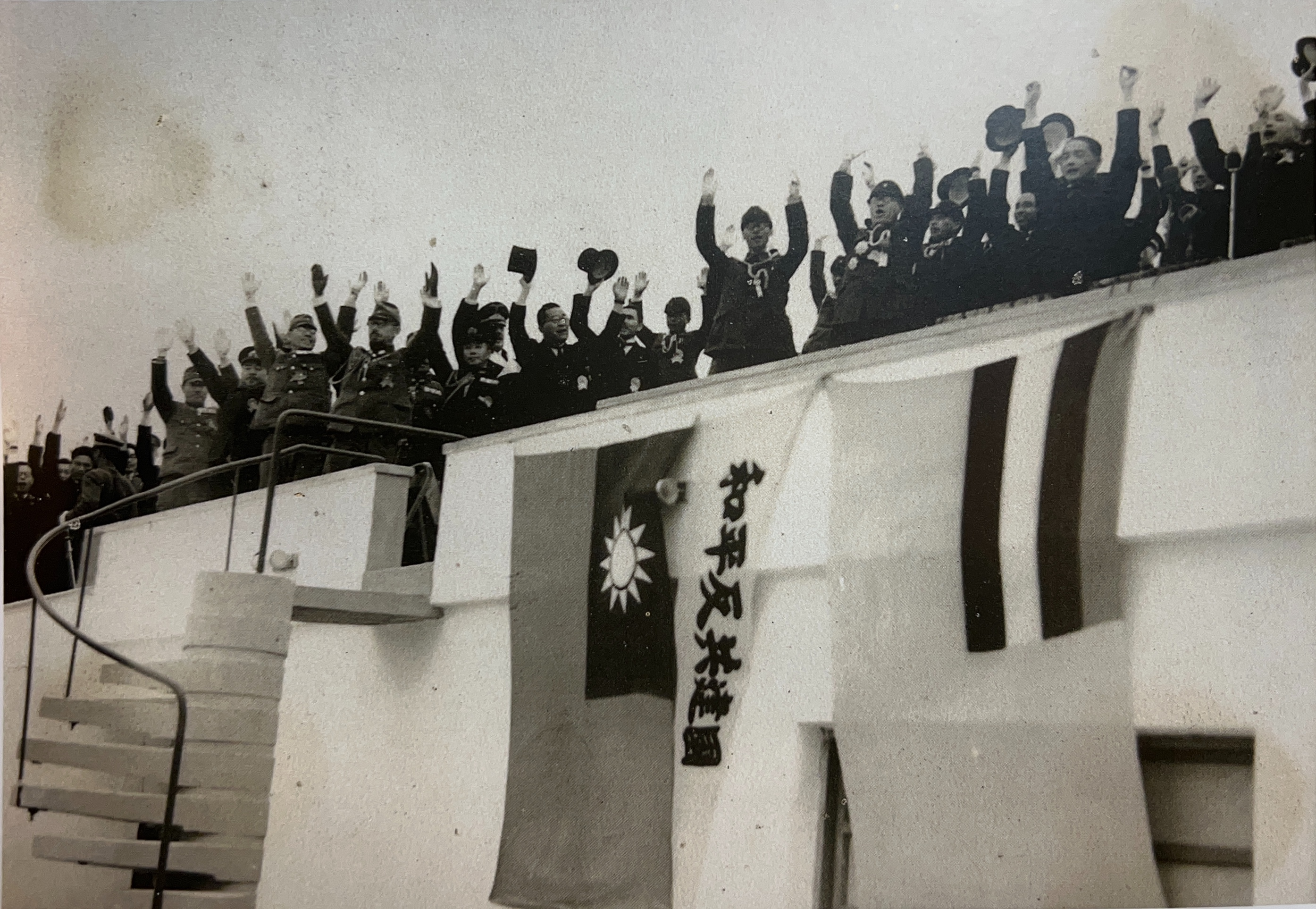
汪兆銘の来訪を歓迎する満洲国の人々

また、蔣介石政権とのしがらみがあった日本の同盟国ドイツが承認したのは1941年7月になってからだった。また、この年の秋、汪兆銘は満洲国を訪れ、康徳帝（愛新覚羅溥儀）や張景恵国務総理と会見した。こうして汪兆銘の南京国民政府は、第二次世界大戦下では外交上日独伊三国同盟の側に立った。
1941年8月28日、日本政府は近衛文麿首相とフランクリン・ルーズベルト大統領との会談をアメリカに申し入れたものの実現しなかった。事情を知らない汪兆銘は日米会談が実現した場合を想定して、近衛首相あてに書簡を送り、アメリカは日華基本条約の修正を求めてくると思われるが、もし安易に修正に応じれば親米反日の傾向の強い中国民衆はいっそうその傾向を強め、結果としてアジアを不利を招くこと、また、修正の成功をアメリカが独自に重慶に知らせれば、重慶政府は自らの成果であると喧伝し、民衆も惑わされ、汪政権が信用を失うことにつながりかねないとして、もし条約の修正が不可避の場合は事前に汪政権に相談してほしい旨を伝えた。

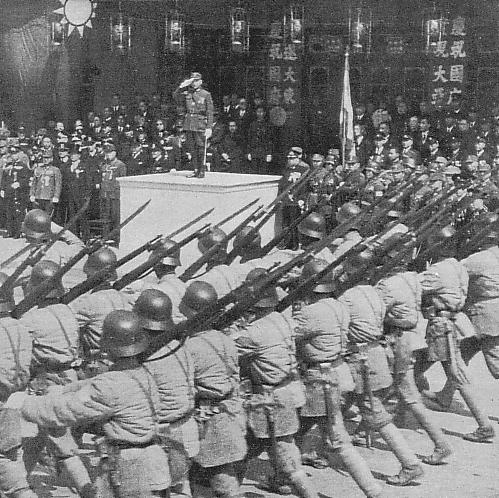
軍を閲兵する汪兆銘

1941年12月8日、日本は真珠湾攻撃を敢行し、英米蘭に対して宣戦を布告して新たな戦争が始まった。事前に日本の開戦を知らされていなかった汪は驚き、「和平」の実現がいよいよ遠くなってしまったことを悟ったと思われる。汪自身は日本の国力では英米蘭に対抗できないと判断していたが、12月8日付で「大東亜戦争に関する声明」を発した。汪はここで、英米帝国主義を批判し、「南京国民政府としては日本とこれまで結んだ条約を重んじ、アジア新秩序の建設という共同目的達成のために日本と苦楽をともにすべきこと、かつての辛亥革命の精神にもとづいて孫文の大亜細亜主義を遂行し、和平、反共、建国の使命を全うすべきこと」を民衆に訴えた。
日本と英米蘭開戦の日、蔣介石率いる重慶政府は日本・ドイツ・イタリアに対し、宣戦布告を行った。汪兆銘は日本の影佐禎昭に対し、南京政府は日本側で参戦する意思があると伝えたが、影佐は満洲国が日ソ中立条約を考慮して参戦していないにもかかわらず南京政府が開戦することは、必ずしも合理的とはいえないとして、むしろ汪の熱意をしずめている。
1942年に入り、特命全権大使として南京に赴いた重光葵は、1月12日に汪兆銘に対して国書を奉呈し、翌日より数度にわたって南京の汪公館にて汪と重光の会談がなされた。汪の発言は、それまでの思慮深い彼からするときわめて大胆であり、「大東亜戦争が勃発したことで、ある種の新鮮な感覚が生まれた」「新時代を画する大展開であり喜ばしい」「中国の立場としては、当然、日本の勝利を願いつつも、政府としてどのように協力すればいいのか苦慮している」、さらに「重慶に反省を促し、もし反省しないなら彼らを壊滅させるよう努力する」というものであった。そして、「当初は蔣介石打倒などということは毛頭考えなかったが、重慶政府が米英と結んでビルマにまで出兵するにいたった以上、和平工作は放棄する以外になく、もし重慶が希望するように日本が敗れるならば、中国は滅亡し、東アジア全体が欧米の植民地に転落してしまうだろう」と述べた。彼としては、孫文における「三民主義」に再解釈をほどこしてでも、孫文のもう一方の主張である「大亜細亜主義」（汪兆銘の言葉では「大亞洲主義」）を前面に掲げ、白人帝国主義に対し抵抗姿勢を示すと同時に、第二次世界大戦が終結する前に日中戦争を解決することが肝要だと考えていた。3月25日、日本政府は広東省におけるイギリス租界を汪兆銘政権に移管した。6月1日には、汪兆銘政権の特使として褚民誼が来日し、昭和天皇に拝謁している。
7月7日、日本との間で日泰攻守同盟条約を結んでいたタイが汪兆銘の南京国民政府を承認した。また、このころ、南京政府では通貨制度が混乱し、危機に陥っていた。日本銀行は7月28日、その救援のため、周仏海の中央儲備銀行に対して1億円の借款供与契約を結んでいる。
1942年9月1日、日本政府は閣議で「大東亜省」の設置を決定したが、東郷茂徳外相は二元外交の原因になりかねないとしてこれを批判し、辞職した。一方、9月22日、平沼騏一郎、有田八郎、永井柳太郎が日本政府の特使として南京を訪れている。汪兆銘は、重慶政府との和平工作はすでに限界に達しており、南京政府の和平地域に所在する住民ですら、和平にも抗日にも倦み疲れている実情を説明し、南京政府を強化させる手立てとして、
1. 南京政府の管掌下にある地方組織に対し、日本側から頭越しに直接指示するなどして治安を妨害しないこと。まして、所属官吏の任免を日本がつかさどるのは論外であり、必ず大使館を通じて南京政府と相談すること。
2. 中国にとっても、現下の日本にとっても中国の農業・工業・商業の発達は急務であり、その発達を阻害するような規制や束縛は、日本政府の文書によって撤廃されてしかるべきこと。

の2点を求めた。のちに傀儡政権として断罪された汪兆銘政権であったが、日本占領地域に居住する中国民衆の暮らしには最大限の気遣いを示していた。

### 対英米参戦と主権の回復・大東亜会議

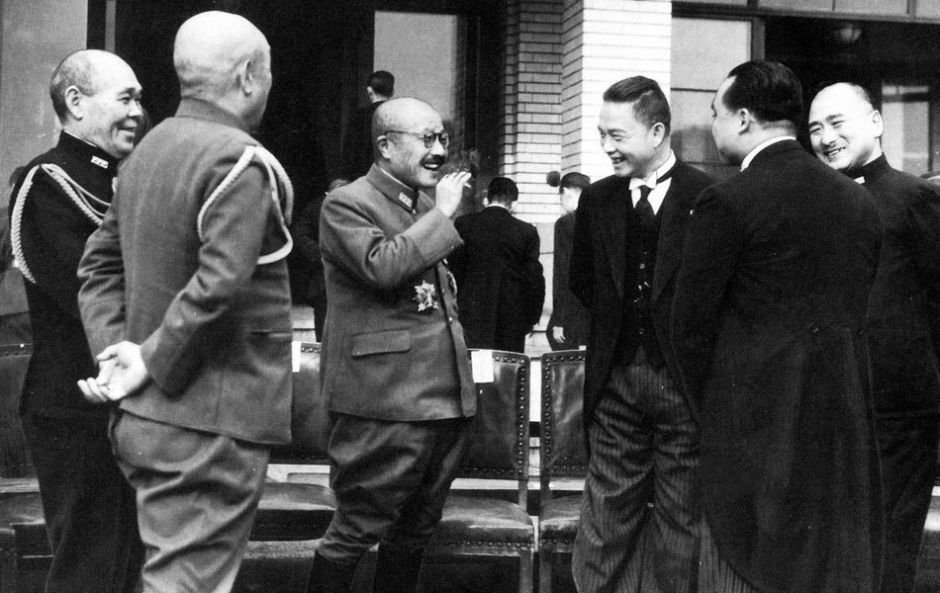
東條英機と汪兆銘（1942年12月）

1942年11月1日、日本では大東亜省が正式に発足した。12月25日、訪日中だった汪兆銘は総理官邸で東条英機と会談し、日本占領下の上海や南京でいかに汪政権が民衆から信頼されにくいかを訴え、日本側の善処を求めた。
結局、汪政権も枢軸国側として参戦することとなった。民国32年（1943年）1月9日、汪兆銘を首班とする南京国民政府は米英に対し宣戦布告した。同時に日本との間に、日本が中国で保持していた専管租界の返還と治外法権の撤廃に関する協定を締結した。日本側は両国の提携拡大によって汪兆銘政権による中国の「物心両面の総動員」が日本の戦力整備に寄与することを期待した。この件について、翌日の『朝日新聞』は「中国の実質的な自主独立が達成された」と報じた。
1943年1月11日、米英もその直後、蔣介石政権との間で不平等条約による特権を放棄する新条約を結んだ。イタリア政府は、1月14日に自国が保持していた専管租界の返還と治外法権の撤廃を声明し、フランスのヴィシー政府は2月23日に自国が保持していた4ヵ所の専管租界の返還と治外法権の撤廃を声明した。これは、日本政府が南京駐在のヴィシー政府代表に連絡して上海の共同租界の行政権を南京政府に還付させることに成功したものであった。3月12日、東条首相兼外相が南京国民政府を訪問し、14日、日華両国政府は「日本専管租界（杭州、蘇州、漢口、沙市、天津、福州、厦門、重慶の8市）の返還及び治外法権撤廃等に関する細目取り決め」を調印した。さらに、日本と汪兆銘政権は、3月22日には北平公使館区域の行政権の返還、3月27日には厦門・鼓浪嶼共同租界行政権の返還に関する取り決めに調印した。日本政府が汪政権に対し、上海共同租界を返還したのは8月1日のことであった。こうして、辛亥革命以来、中国の開放に不可欠な要件とされた不平等条約の中核である「治外法権の撤廃」と「租界の回収」が実現した。4月には、日本政府は南京国民政府の主権を尊重して中国大陸での軍票の新規発行を廃止している。
和平への道を断念した汪兆銘は一方、2月2日付の訓令で、青天白日満地旗の上につけていた「和平 反共 建国」の三角標識を撤去するよう指示している。これに先立つ1月30日には、日本の大本営政府連絡会議が三角旗の除去に同意しており、これを受けてのことであった。
3月、延安に拠点のあった中国共産党が汪兆銘政権と合作すべく秘密裏に接触してきている。毛沢東の指示を受けた劉少奇が共産党員の馮竜を使者に任じ、上海において周仏海に面会させた。これは、馮竜の叔父の邵式軍が周仏海の中央儲備銀行の監事を務めていた一方、共産党に資金を流すなど周と共産党がひそかにつながっていたところから、邵式軍が手配したものとみられるが、合作そのものは実現しなかった。
9月9日、汪兆銘政権では特務機関の李士群が暗殺される事件が起こっている。9月22日には汪が訪日して昭和天皇に拝謁し、東条首相と面談した。汪はこの時、日本政府に対しては重慶政治工作に関する日本側の意向を打診している。

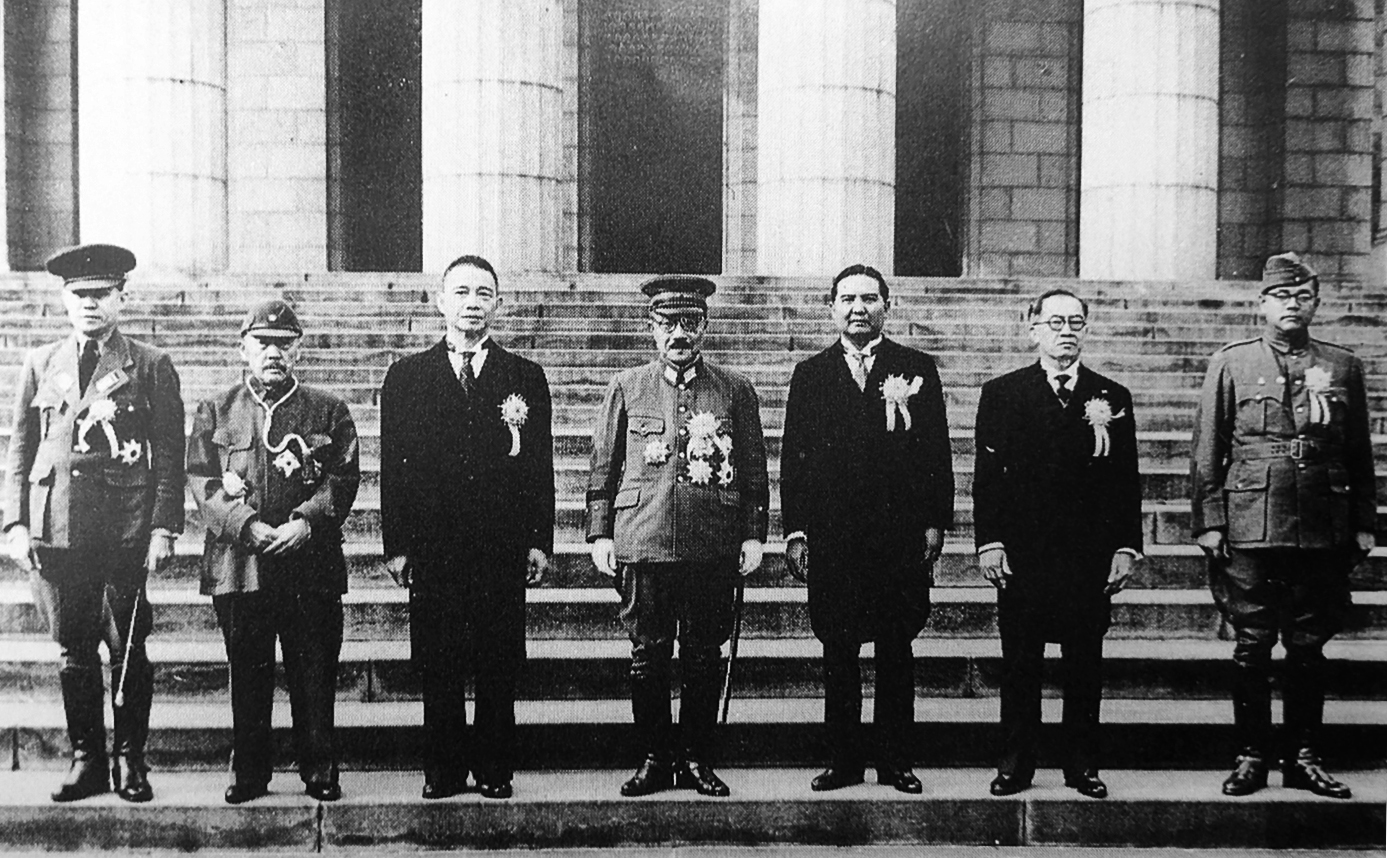
大東亜会議に参加した汪兆銘（左から3人目、1943年）

占領下の国の結びつきを強めた日本は、この年の8月にイギリス領だったビルマと自由インド仮政府、10月にアメリカ領だったフィリピンをそれぞれ承認し、同時に各国と同盟条約を結んだ。汪兆銘政権とは10月30日に日華同盟条約を結び、付属議定書では戦争終結後の日本軍撤退と北清事変で得た駐兵権放棄と戦争状態終了後の撤兵を約束した。
1943年11月5日から6日まで、東京で大東亜会議が開かれた。汪兆銘は南京国民政府代表（ただし、肩書きは行政院長）としてタイやビルマ、フィリピン、満洲国、自由インドなど、他のアジア諸国の首脳とともに出席し、大東亜共同宣言を採択した。上に述べた各国の独立承認や同盟条約の締結は、大東亜宣言の前提となるものであった。
しかし、この年の12月、汪兆銘は歩行困難な状態となり、12月19日には狙撃事件の際に体内に残った銃弾の除去手術を受けた。

### 汪兆銘の死とその後の南京国民政府
民国33年（1944年）に入ると、汪兆銘は両足で立っているのもままならない状態となり、まもなく下半身不随の重体となった。3月3日には渡日して名古屋帝国大学医学部附属病院に入院した。それに前後して、南京国民政府は政権ナンバー2の陳公博とナンバー3の周仏海の二頭体制となっていった。陳は主として政治を、周はおもに軍事を担当した。

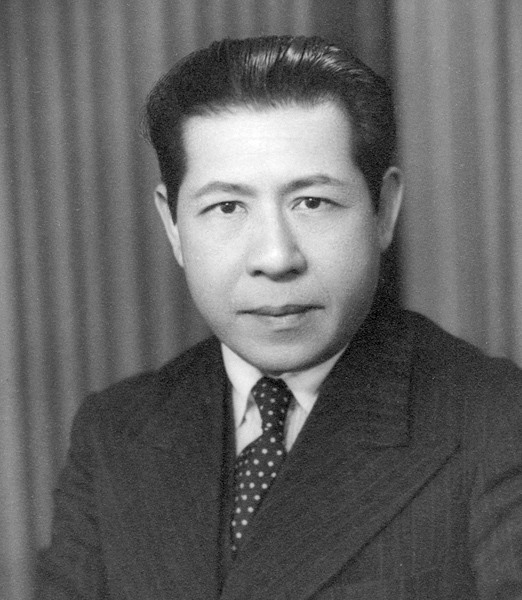
陳公博

一方、汪は身体の激痛に耐えながら日本での闘病生活を続けたが、11月10日、そのまま名古屋にて客死した。汪の後任の南京国民政府主席には汪の渡日以来主席代理を務めていた陳公博が就任した。陳は行政院長・軍事委員会委員長も兼ねたが、彼もまた対外的に必要のあるときだけ「主席」を名乗り、それ以外は「行政院長」の肩書きを用いた。陳公博が汪兆銘の後継者となったのは、汪兆銘からの信頼厚く、公館派・実力派双方の派閥から自由な立場にあったからであり、周囲からもそれは順当だと思われていたが、陳自身は「日本を友邦と思ったことは一度もない」と語っているように、必ずしも親日家ではなかった。彼が重慶から南京の汪のもとに駆けつけたのは、2人が革命家だった時代からの友情にもとづくものであった。
汪の死去後は、陳公博と周仏海は、南京国民政府が反共作戦をどう進めていくかについて、また、重慶政権との和平をどう進めていくかについて、路線の対立が目立つようになった。陳公博は重慶政府に対して、いわば「反共による再統合」を目指した。しかし、陳による反共作戦の実施提案は、陳が軍事に対する実際の権限を有しないことから蔣政権からは交渉相手としては相手にされなかった。それに対し、周仏海の方はいわば「再統合による反共」を目指した。しかし、軍権を握る周仏海は反共作戦よりも蔣介石軍との再統合を優先したことにより、想定よりも早く訪れた日本の敗戦によって蔣介石軍への投降というかたちを余儀なくされた。
こうしたなか、1945年の3月から4月にかけて、かつて汪政権の要人だった繆斌が蔣介石の特使であると称して日本政府に和平を持ちかけるという出来事（繆斌工作）が起こっているが、その真相についてはいまだに謎が多く、また、日本側の反対で工作は失敗に終わっている。
南京国民政府は、日本の敗色が濃くなるとともに政権の求心力もまた損なわれ、ポツダム宣言受諾が公表された翌日の1945年8月16日に解散消滅した。国民政府の国軍であった「和平建国軍」も雲散霧消し、日本敗戦後も南京の治安はしばらくは日本軍によって保たれた。9月2日、日本は米戦艦ミズーリ号にて降伏文書に調印、9月9日には南京で連合国主催の調印式が行われ、支那派遣軍総司令官岡村寧次大将が中華民国陸軍総司令何応欽を前に降伏文書に調印した。1946年1月15日、国民党第七四軍は汪の墓を被覆したコンクリートの外壁を爆破して汪の棺を取り出し、遺灰を原野に廃棄した。
日本占領下で治安維持にあたっていた南京国民政府の要人は、その多くが蔣介石によって叛逆罪として処刑された。1946年には繆斌が5月21日に、陳公博が6月3日に、褚民誼が8月23日に、それぞれ銃殺刑に処せられた。周仏海は終身刑に処せられたものの、生命は助けられた。汪政権のなかの一派は、姓名を変えて共産軍へと走った。汪兆銘の妻、陳璧君は無期懲役刑に処せられ、蘇州の監獄に収監され、のちに獄中死している。

## 統治原理

### 三民主義

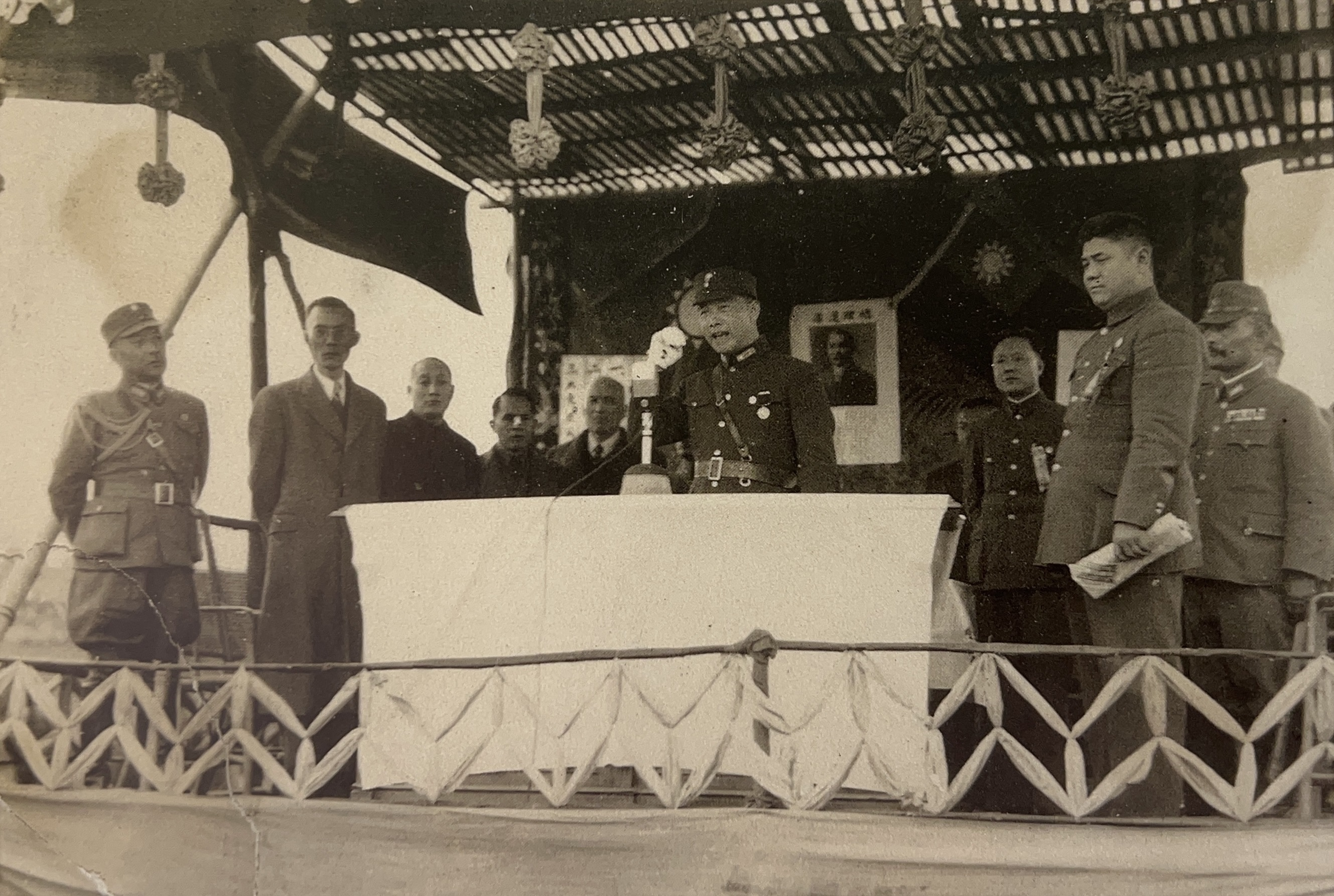
演説する汪兆銘。後方に孫文の写真が掲げられている。

孫文が掲げて中国国民党の党是となった三民主義は、孫文自身もかかわった国共合作（第一次）を経たのち、そこに帝国主義批判を内包していたために、日中戦争当時の一般の日本国民には「反日イデオロギー」のようにみられており、のみならず、西安事件後は第二次国共合作によって抗日戦争を戦おうとする蔣介石政権側も三民主義を「反日イデオロギー」ととらえ、なおかつ、自らの政権の思想的基盤としていた。そこで、孫文の法統を継ぐ直系の後継者を自認し、それによって新政府の正統性の確立をめざす汪兆銘は、提携相手である日本人の三民主義にかかわる先入観を打破するとともに蔣政権側の三民主義解釈とも対決しなければならなかった。1939年11月23日、汪兆銘は日本軍宣伝主任幕僚会議での演説のなかで、重慶政府の「抗戦建国」に対して「和平建国」を掲げ、そのうえで、三民主義とは「救国を目的とし救国の立場から出発した」ものであって究極的には「救国主義」にほかならないことを力説し、汪独自の三民主義解釈を示した。
1924年11月28日、孫文が神戸の高等女学校で「大亜細亜主義講演」をおこなった時期は、第一次国共合作を開始した直後であり、この時点での三民主義は確かに「反帝国主義」の意味を含み、日・中・ソの提携を提唱し、当時の覇権主義的な日本の姿勢を批判する内容を含んでいた。しかし、このときの「反日」は直接には三民主義によるものではなく、当時の「連ソ」「容共」「扶助工農」の三大政策によるもののはずであり、汪兆銘派が今や容共政策を放棄して揺らぐことなく、また、日本帝国同様「反共」の標語を採用して外交方針が日中間で一致している以上、三民主義は反日のイデオロギーたりえない、他方、蔣介石政権は依然として容共政策を採用しているので、その三民主義は反日イデオロギーを内包するものになるとの説明をおこなった。汪兆銘は、孫文著『三民主義』「民族主義第一講」冒頭の定義を示し、自身の政権を「真正の三民主義」に基づく正統政権であると主張した。

### 大亞洲主義
汪兆銘は、三民主義が救国主義である以上、それをアジア全体に適用するならば「大亞洲主義」の主張となることを表明し、自身の「大亞洲主義」はアジアを支配する白色人種をアジアの地から駆逐して「アジア人のアジア」を実現することにほかならず、いわば「アジア版の三民主義」であると説明した。その場合、日本がアジアの指導者として、中国人と連帯して白人と戦うことを望むのであれば、中国に対する優越感情や蔑視感情を一切捨てて、対等の立場から中国に協力する意思を示さなければならないと力説し、その立場から日本は中国との不平等条約をみずから率先して廃棄すべきことを繰り返し説いていった。中国人の反日感情の強い現状において、日本がそれを実行することによって初めて日中の真の和平は実現すると主張した。その際、汪兆銘は孫文著『中国存亡の問題』における「中国無ければ日本無く、日本無ければ中国無し」の一説を引用し、これが孫文の生涯の信念だったと強調している。そしてまた、汪兆銘の「大亞洲主義」は、日本の掲げる「大東亜共栄圏」の思想に連なるものだった。

## 政府組織
汪兆銘の南京国民政府は、三民主義の考えに立った「立法」「司法」「行政」「考試」「監察」の五権分立による共和政体を踏襲し、立法院、行政院、司法院、考試院、監察院の五院が設けていた。また、当地制度として委員会制と一党共和制（党国体制）を採用していた。
各院・各部の首脳は以下の通りである。
| - 中央政治委員会 - 国民政府主席： 林森（名目上、1940.3-1940.11） 汪兆銘（1940.11-1944.11） 陳公博（1944.11-1945.8） - 行政院長： 汪兆銘（1940.3-1944.11） 陳公博（1944.11-1945.8） - 行政院副院長： 褚民誼（1940.9-1940.12） 周仏海（1940.12-1945.8） - 行政院各部 - 内政部（部長陳群） - 外交部（部長褚民誼） - 財政部（部長周仏海） - 軍政部（代理部長鮑文樾） - 海軍部（部長汪兆銘、任援道兼代） - 教育部（部長趙正平、無党派） - 司法行政部（部長李聖五） - 工商部（部長梅思平） - 農鉱部（部長趙毓松、中国青年党） - 鉄道部（部長傅式説、無党派） - 交通部（部長諸青来、中国国家社会党） - 社会部（部長丁黙邨） - 宣伝部（部長林柏生） - 警政部（部長周仏海） - 賑務委員会（委員長岑徳広） - 辺疆委員会（委員長羅君強） - 僑務委員会（委員会陳済成） - 水利委員会（委員長楊寿楣） | - 立法院長： 陳公博（1940.3-1944.11） 梁鴻志（1944.11-1945.8） - 立法院副院長： 朱履龢（1940.9-1941.2兼） 繆斌（1941.2-1942.8） 褚民誼（1942.8-1945.8） - 司法院長： 温宗尭（1940.3-1945.8） - 司法院副院長： 朱履龢（1940.3-1945.4歿）） - 司法院 - 最高法院（院長張韜） - 行政法院（院長林彪） - 公務員懲戒委員会（委員長朱履龢） - 考試院長： 王揖唐（1940.3-1942.3） 江亢虎（1942.3-1944.11） 陳群（1944.11-1945.8） - 考試院副院長： 江亢虎（1940.3-1942.3） 焦瑩（1942.3-1945.8） - 考試院 - 銓叙部（部長江亢虎） - 考選委員会（委員長焦瑩） | - 監察院長： 梁鴻志（1940.3-1944.11） 顧忠琛（1944年11月-1945年7月歿） - 監察院副院長： 顧忠琛（1940.3-1944.11） 夏奇峰（1944年11月起至投降） - 監察院 - 審計部（部長夏奇峰） - 軍事委員会 - 参謀本部（部長楊揆一） - 軍事参議院（院長任援道） - 軍事訓練部（部長蕭叔宣） - 政治訓練部（部長陳公博） - 調査統計部（部長李士群、政務次長楊杰、常務次長夏仲明） |

### 中央政治委員会
中央政治委員会は年度ごとに委員が選任され、汪兆銘政権が5年半におよんだことから、選任は第一期（1940年3月24日〜1941年4月4日）、 第二期（1941年4月5日〜1941年3月25日）、第三期（1942年3月26日〜1943年3月31日）、第四期（1943年4月1日〜1944年3月28日）、第五期（1944年3月29日〜1945年4月4日）、第六期（1945年4月5日〜1945年8月16日）の6期にわたった。行政院の各部長や各院の院長・副院長などの役職を有する人が、同時に政治委員を兼ねている場合が多い。政治委員は、その資格や権限により、当然委員（5〜6名）・列席委員（3〜5名）・指定委員（19〜23名）・聘請委員（第二期より延聘委員、10〜12名）に分かれ、政治委員会には、このほか秘書長1名・副秘書長2名が置かれた。

## 外交
汪兆銘の南京国民政府が成立したのは1940年3月30日のことであったが、日本がこの政府を正式に承認したのはそれから8か月後の11月30日のことであった。これは、重慶政府とのあいだにも並行して桐工作と銭永銘・周作民工作といった和平工作を進めていた日本側の事情によるところが大きかったが、両工作とも不調に終わった。承認当日、日本と汪兆銘政権は日華基本条約（日本国中華民国基本関係に関する条約）を結んでいる。
南京国民政府は、日本と防共協定を締結していたドイツ・イタリアと1941年7月1日に、アジアにおける数少ない独立国タイとは1942年7月7日に、それぞれ国交を結んだ、。そのほか、フランスのヴィシー政権や満洲国、クロアチア独立国、ハンガリー、スロバキア、ルーマニア、ブルガリアなどの枢軸国が国家承認した。中立国ではバチカン市国、スペインが汪の南京国民政府を正式な国家として承認した。
一方、イギリスやアメリカ合衆国（アメリカ）、ソビエト連邦（ソ連）、オランダなどの連合国側からの承認は得られなかった。1941年11月にアメリカが日本に提示したハル・ノートでは、「蔣介石政権以外のいかなる政府も認めない」として、汪兆銘政権の不承認が示された。
上述の通り、1943年1月の汪兆銘政権の対米英参戦と同時に日本は汪政権との間に租界還付、治外法権撤廃の協定を結び、米英もその直後、蔣介石政権との間で従来の諸特権を放棄する条約を結んだ。これにより中国は、アヘン戦争以来つづいた不平等条約をほぼ解消するに至ったが、この点に関して中国外交史における汪兆銘政権の貢献は決して小さいものではない。

## 軍事

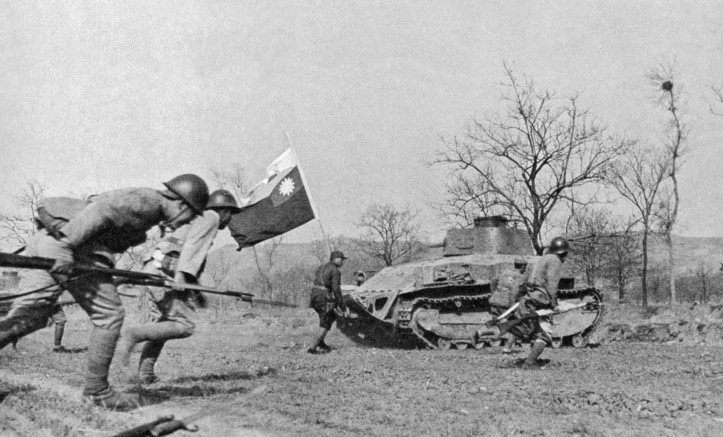
和平旗を掲げる「和平建国軍」と戦車

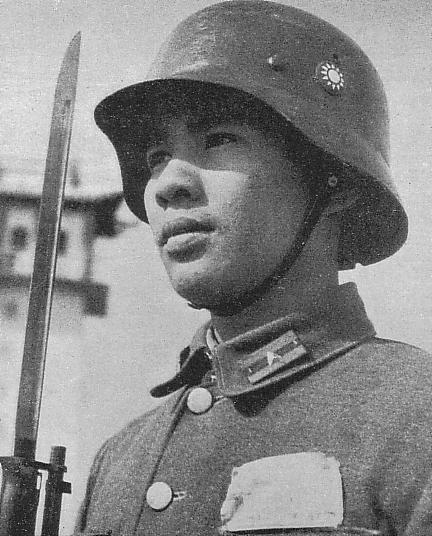
汪兆銘政権軍の兵士

1940年3月に創設された汪兆銘政府の軍隊・和平建国軍は、日本軍占領地における軍隊であったことから、日本政府の公認のもとに創設された軍隊であったことは言うまでもない。この軍隊は、南京維新政府など既存政権の軍隊の吸収先であったのと同時に、汪政権を国民党における「和平政権」として正当化することを大きな目的のひとつとしていた。したがって、日本軍（支那派遣軍）からは指導と物質的支援を受けていたにも関わらず、その目的が「治安粛正」への協力と「国民政府政策遂行」の2つに限定されており、日本軍と協力して蔣介石軍と交戦することはなかった。すなわち、最初から「抗戦」を「和平」に転換させることが軍設立の目的であり、重慶軍と戦わないことを大方針としており、いわば「戦わざる軍隊」という性格が本来的に付与されていた。その意味からは、日本軍にとっての軍事的価値は決して高いものではなかった。蔣介石の軍と比較しても、軍官学校出身者の割合も低く、指導者に対する忠誠心も概して薄かった。ただし、汪政権は「反共」をもスローガンの一つに掲げているところから、共産党軍はいわば公然の敵として位置づけられていた。これに対し、蔣政権は基本的に容共政策を採用しており、その政策が揺るがない限りは共産党と戦闘を交えることはなかったはずであるが、実際には和平軍と蔣介石軍の一派が協力して共匪（共産ゲリラ）と戦闘に及ぶこともあった。
汪政権の軍事体制は軍政権と軍令権が分けられていた。軍政権（軍の編成・維持・管理）は行政院に帰属し、行政院の下に軍政部・海軍部・航空署が設けられ、それぞれ陸軍・海軍・空軍を管掌した。軍令権（軍の指揮運用）は軍事委員会に帰属し、参謀本部の管掌するところであった。
和平建国軍は、日本との軍事協定と借款協定によって整備・拡充され、旧維新政府軍や雑軍（東北軍、元西北軍）に加えて蔣介石軍の捕虜や投降者などが加わって急増した。1945年8月の解散時には華北政務委員会の兵士を加えると総数約100万人、正規軍60万人以上に達していた。重慶軍の離反者の急増は、かれらが自身の勢力を維持するという要求と和平建国軍の「戦わざる軍隊」という特質とが合致していたため促進された。なお、「戦わざる軍隊」の特質が保持されたもう一つの理由は、汪兆銘死去前後からの陳公博と周仏海の路線対立も影響していた。上述のように陳公博が「反共による再統合」を目指したのに対し、周仏海は「再統合による反共」を目指したため、結果的に重慶・南京が共同して「反共作戦」を展開することができず、和平建国軍は最後まで「戦わざる軍隊」のままであり、日本敗退後の南京の治安も日本軍によって保たれた。陳公博が早々と死刑に処せられたのに対し、軍権を掌握しつつも蔣政権に投降するかたちとなった周仏海は、懲役刑には処せられたものの死刑は免れた。いずれにしても、これにより重慶側・共産党はともに和平建国軍をほとんど無傷で編入できる機会を手に入れた。
和平建国軍は南京国民政府の解消とともに解散したのみならず、日中戦争終結後、その軍事指導者たちで「漢奸裁判」を免れた人はきわめて多い。第一方面軍総司令の任援道などは海軍部長や軍事参議院長まで務めていながら漢奸裁判にかけられなかった。汪政権下の文官が漢奸としてきわめて厳罰に処されたのに比較すると、武官への処罰はたいへん少なく、あっても概して寛大なものであった。100万を越える「戦わざる軍隊」が日中戦争終結後は比較的スムーズに蔣介石政権下の指揮下に入り、あるいは、苛酷との風評の多かった蔣政権による漢奸裁判から逃れるため、共産軍に走った人が少なくなかったのもそのためである。

## 行政区画

日本軍占領地（1940年）

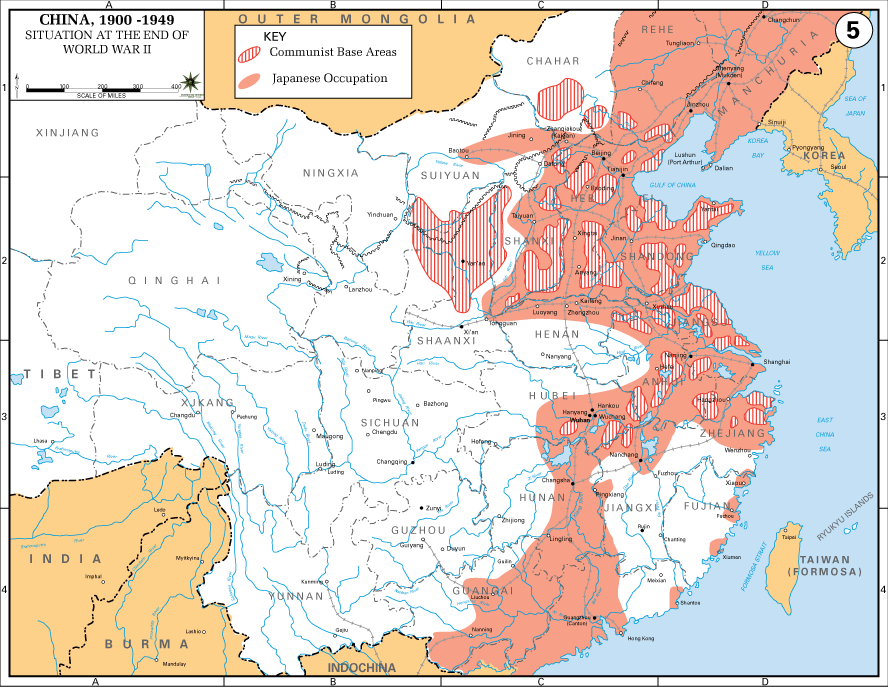
日本軍占領地（1945年）
----
斜線は中国共産党の勢力範囲

1945年の政府消滅時点で、汪兆銘政権の実効支配地域は15の省、10の特別市、そして5つの盟で区分されていた。だが、華北では華北政務委員会に業務を委託し、内モンゴルでは蒙古聯合自治政府が自治権を有していたため、中央政府の直接的な支配は9つの省と3の特別市にしか及ばなかった。
- 中央政府の直轄区域
  - 南京特別市
  - 上海特別市
  - 廈門特別市
  - 江蘇省
  - 浙江省
  - 安徽省
  - 湖南省
  - 湖北省
  - 広東省
  - 江西省
  - 淮海省
  - 中原省
- 華北政務委員会の管理区域
  - 青島特別市
  - 天津特別市
  - 北京特別市
  - 河南省
  - 河北省
  - 山西省
  - 山東省
- 蒙古聯合自治政府の統治区域
  - 厚和特別市
  - 張家口特別市
  - 包頭特別市
  - 宣化省
  - 大同省
  - 察哈爾盟
  - 巴彦塔拉盟
  - 伊克昭盟
  - 錫林郭勒盟
  - 烏蘭察布盟

## 政権と民衆動員

### 東亜連盟運動
汪兆銘は1940年5月以降中国各地で高揚していた東亜連盟運動を通じて国民党組織の再建を図った。東亜連盟運動は、当初日本人が始めたもので、その嚆矢は石原完爾とその信奉者である木村武雄らであり、石原と近い板垣征四郎もこれに連なり、中国人では繆斌をそのさきがけとした。1939年10月に木村が中心となって日本で結成された東亜連盟協会は、指導原理として「王道」を、連盟結成の基礎条件として「国防の共同」「経済の一体化」「政治の独立」を掲げた。繆斌は自らその中心人物として活動した北平新民会を脱会し、1940年5月に北平（北京）で中国東亜連盟協会を結成した。つづいて林汝珩が同年9月に広東で中華東亜連盟協会を、周学昌が同年11月に南京で東亜連盟中国同志会をそれぞれ結成した。しかし、1941年1月14日、日本政府が日本国内の東亜連盟の解散を閣議決定し、日本側の活動は停滞を余儀なくされたため、中国側もその影響を当然大きく受けたものの、その一方では日本側の草の根の活動がきわめて真摯なものであることが中国側の運動者にも確実に伝わった。日本政府の解散命令は、石原完爾と東条英機の対立だけでなく、そこに汪兆銘らが重視する「政治の独立」がうたわれており、東条の立場からは相容れないものだったことにも起因していた。一方、当時の中国が求めたものこそ、まさしく「政治の独立」だった。
1941年2月1日、汪兆銘は繆・林・周の3つの協会を合わせて東亜連盟中国総会を主宰し、自らその会長に就任して直接運動を指導した。そして、『東亜連盟月刊』などの雑誌を通じて自らの三民主義理解や「大亞洲主義」の宣伝普及のために利用した。支部も北平、徐州、南京、上海、武漢、広東、汕頭に広がり、出版物も12種類以上に及んだ。汪兆銘が東亜連盟運動に関わろうとした直接のきっかけは板垣征四郎の勧めによるといわれているが、これについては日本側がつくった南京の大民会、上海の興亜建国運動、武漢の共和党の解散と交換条件だったという説がある。いずれにせよ、この3団体は解散して汪の指導する東亜連盟運動に合流した。運動への参加者は最盛期には数百万に達したといわれる。汪兆銘は、このようにして汪政権の国民党組織の下に東亜連盟運動を統合し、日中提携を推進する一方で国民党組織ネットワークの復活と拡大による汪政権の基盤強化を図った。

### 新国民運動
東亜連盟運動は当初は日本側の要請により始まって国民党組織の復活・拡大という目的を達したが、この運動が失速すると、もうひとつの大きな目的、すなわち汪の「三民主義」「大亞洲主義」を普及宣伝するための運動が必要となり、この運動は汪兆銘政権の内側から起こってきた。それが「新国民運動」である。
汪兆銘は、1941年11月5日の国民党六期四中全会で新国民運動の方針を示し、1942年1月1日、汪自身によって「新国民運動綱要」が正式に配布された。そこでは、日本軍占領下の中国国民のあいだに「中国を愛し東亜を愛する心を涵養」することが目指され、それによって「国民の新精神」を育成しようとするものであった。1943年1月の対米英参戦後は、最高国防会議を設置して、この運動を政府統制下に置くことによって戦争協力体制を確立する一方、政権基盤のいっそうの強化を図った。
この運動の特色は政府が青少年を対象に「愛中国愛東亜」をスローガンに掲げて訓練を実施し、公務員に対しても夏季訓練を実施して、三民主義は「救国主義」にほかならないことの強調、三民主義のうち「民族主義」は大亞州主義の実現、具体的には「不平等条約の廃棄」、「民権主義」は個人独裁とは異なる民主集権制の実行、具体的には「国家の自由」、「民生主義」は「国家資本の発達」であり、一階級のものではない人民全体の幸福を追求することであるとしたうえで、新国民運動の「最高目標」は孫文に淵源を発する三民主義であると説いた。そのなかでは「除三害」すなわち青少年の「アヘン」「賭け事」「演劇狂い」の三害を取り除くことが提唱され、また、日本で明治維新が成功し、中国で辛亥革命が失敗に帰したのは、「公と私」に対する人々の意識に違いによるものとの説の紹介など、さまざまな実践が含まれていた。その具体的な内容は多岐にわたるが、このようにして汪政権は中国の地に愛国心と国家意識をともなった「新国民」をつくりあげようとした。この運動は多分にドイツや日本の全体主義思潮や戦時における国家総動員の思想の影響を受け、現代の中国では「敵国に奉仕する奴隷化教育」という否定的評価が下されている。また、実際には政権基盤強化としての効果はそれほど大きくなかったともいわれている。しかし、一方で不平等条約改正という目標に向けては一定の成果を挙げることにはつながったという見方も示されている。

## 政権の性質と評価

### 「傀儡政権」

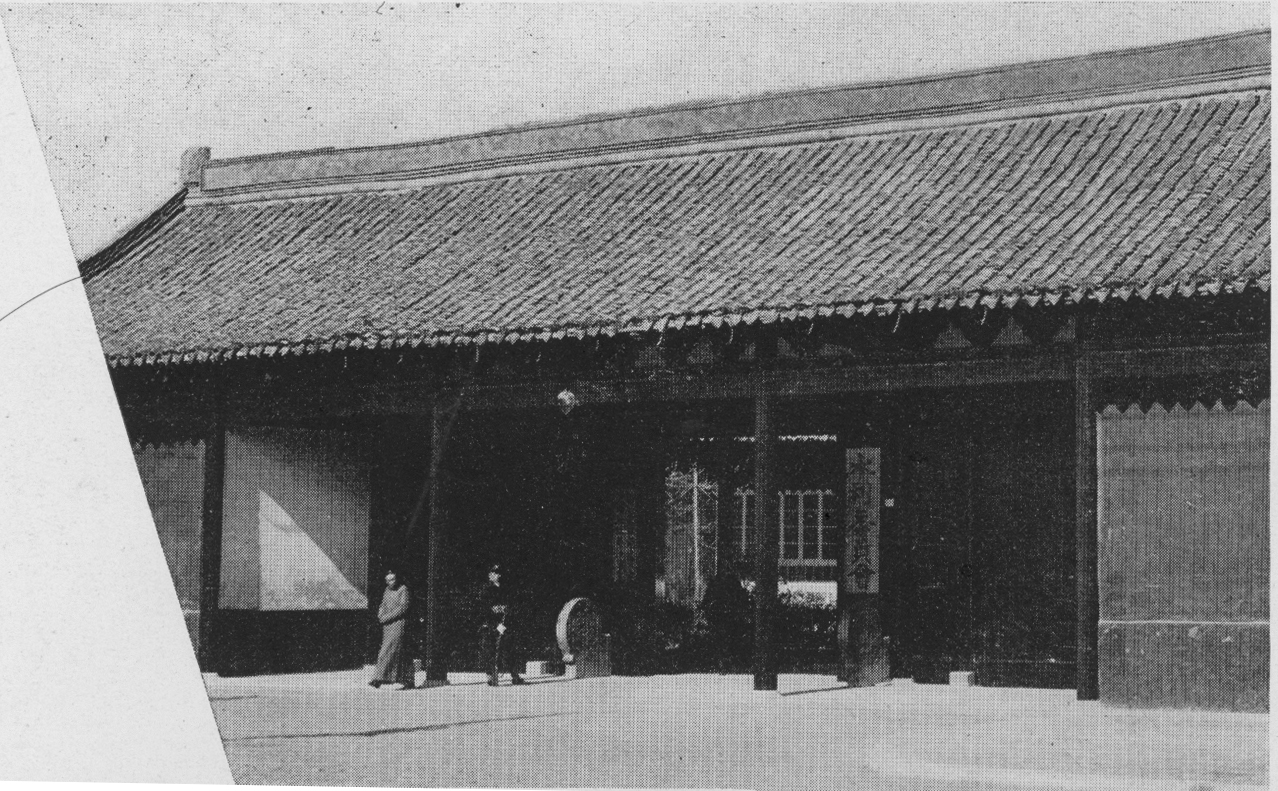
汪兆銘政権が南京に創設した水利委員会

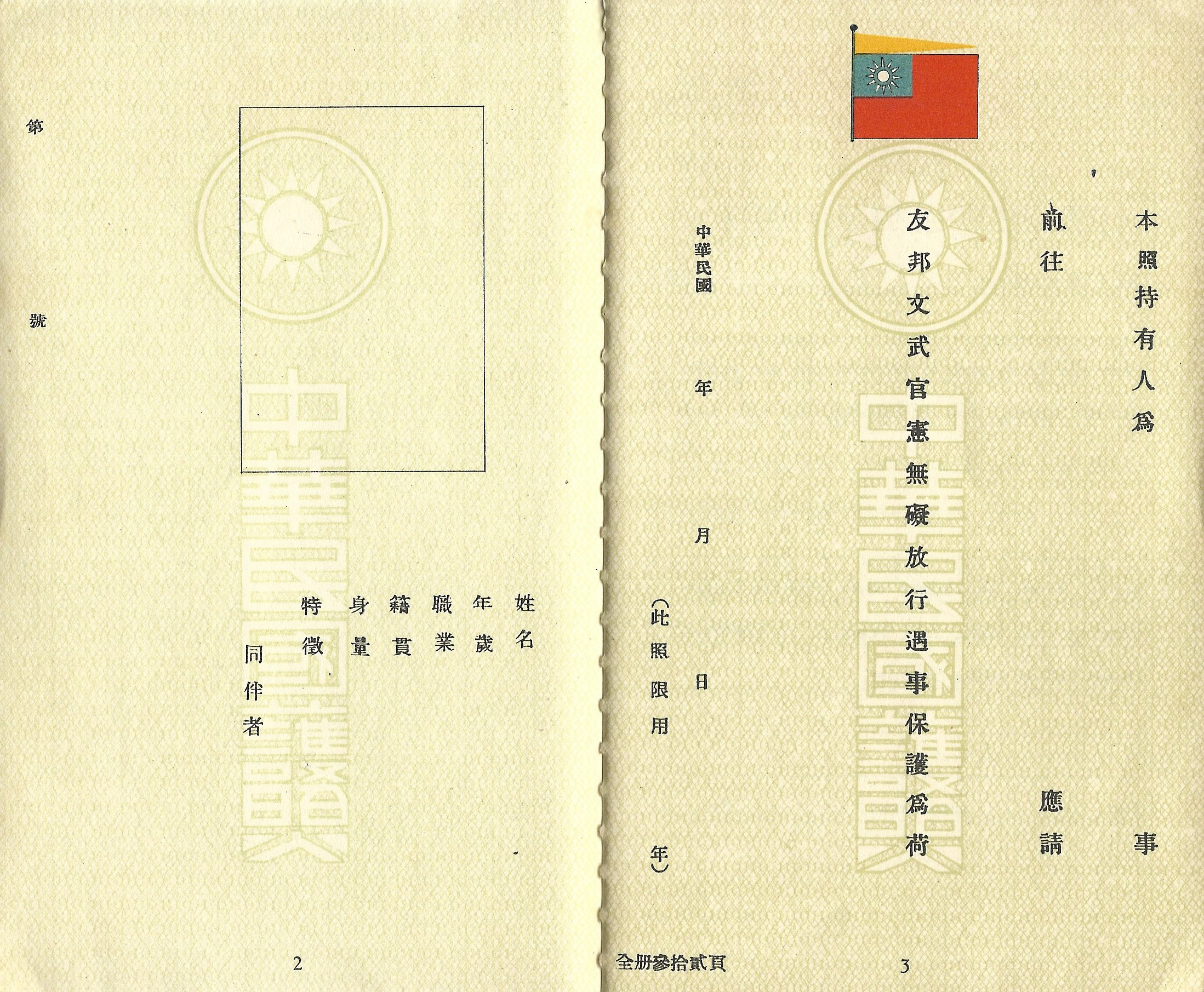
汪兆銘政権が発行したパスポート

中華人民共和国の中学校歴史教科書においては、汪兆銘政権について、以下のように紹介されている。
中国では、大陸にあっても台湾にあっても、対日協力政権に関わったり、日本側に協力したりした人物を「漢奸」と呼称し、民族の裏切り者、売国奴として扱われるのが一般的であり、汪兆銘はその典型的な例、すなわち「日本に寝返った最悪の裏切り者」とされる。さらに、汪兆銘の政権は、日本の完全な傀儡政権とみられており、中国においては「偽」の字を冠して「汪偽政権」のように表記されることが多い。日本敗戦後の中国では、日本軍民に対する戦犯裁判とは別に、中国人の漢奸を摘発して「漢奸裁判」を行い、汪兆銘政権の要人はその多くが銃殺刑に処せられた。
中国出身の歴史学者劉傑は、「日本人が汪兆銘を愛国者と評価することはもちろんのこと、彼に示した理解と同情も、中国人から見れば、歴史への無責任と映るのかも知れない」と述べている。ただし、劉傑は一方では中国の国力の低迷を嘆いて日本軍占領地での「和平工作」にすべてを賭けた彼を、「現実的対応に徹した愛国者」として評価しており、このように、少数ではあるが中国出身の人々のなかにも汪政権を肯定的にとらえる見方がないわけではない。
そして、実際上も汪兆銘政権が米英に宣戦布告したことが、日本側さらに米英の不平等条約解消につながるなど中国の主体性確保と国際的地位の向上に寄与した一面もある。汪兆銘政権の経済関係省庁の文書をみると、水利建設などでは一定の主導性を有しており、また、日本は中華民国に対し宣戦布告はしなかったことから、日本国内の華僑のほとんどは汪兆銘政権の管轄下にあり、東南アジアにおける日本占領下の地域に住む中国籍の人びとについても同様だった。汪兆銘政権が傀儡政権であるにしても、単なる「傀儡」ではなく、「政権」としての内実をともなっていたことには注意が必要である。

### ヴィシー政権との比較
汪兆銘政権を「傀儡政権」とみなす考え方は、上述のように、従来長きにわたって疑問視されることもなかったが、汪兆銘らは最初から「傀儡」ないし「漢奸」になるつもりだったのではなく、もし当初からそのつもりならば、日本との不平等条約解消を実現することもなかったであろうという指摘がある。これはむしろ、第二次世界大戦における日本の敗北という結果を前提にしたうえで、結果から遡及して日本への「抵抗」を善、「協力」を悪とする二項対立の図式によって歴史を描こうとするものだったのではないかという問題提起もなされている。近年では、カナダの歴史学者ティモシー・ブルックによる、汪政権下の地方エリートを主対象とした研究のように、そうした二項対立から距離を置いて、抵抗と協力の間の曖昧な部分に光を当てて当時の歴史の実相に迫ろうとする研究が現れるようになった。
明治大学の土屋光芳は、汪兆銘政権とほぼ同時期に「対独協力」を行い、戦後、その指導者たちも戦犯裁判で裁かれたフランスのヴィシー政権との比較を試みている。それによれば、ヴィシー政権は、当初、汪兆銘政権よりもいっそう敵国ドイツのイデオロギーに対する親和性や一体感が強く、大戦勃発前のフランス第三共和政の政治理念を否定する「国民革命」を掲げており、そこでは「労働、家族、祖国」のスローガンを唱えているが、政権後期に至ると「対独協力」が強化され、ナチス・ドイツへの従属の度合いをむしろ強めていった。それに対し、汪兆銘政権はヴィシー政権よりも日本からイデオロギー的に自立していたのみならず、対米英戦争に参戦したのちは「対日協力」を強めると同時に政権の自立性を維持・強化していき、不平等条約撤廃の実現という成果を挙げている。その意味では、両政権にはその特徴と成果においてきわだった違いがみられる。こうした違いが、なぜ生じたかについては土屋による詳細な研究があり、それによれば、上述した大亞州主義、東亜連盟運動、新国民運動といった汪政権の基盤強化の戦略が一定の効果を挙げたものと分析されている。

## 年譜

### 1939年以前
1937年（民国26年、昭和12年）
7月7日 - 盧溝橋事件。日中戦争勃発（第7回コミンテルン世界大会およびコミンテルン司令1937年も参照）。
7月下旬 - 宮崎工作
7月29日 - 通州事件。朝鮮人を含む日本人居留民多数が暴徒に惨殺され、対中感情が極度に悪化。
8月9日 - 船津辰一郎、高宗武と会談（船津和平工作）。工作は失敗。
8月13日 - 第二次上海事変、日中戦争が本格化。大日本帝国陸軍、中国への派兵を決定。
9月9日 - 蔣介石が国民政府国防参議会主席に、汪兆銘が副主席に就任。
9月4日 - 内蒙古（察哈爾省南部）に察南自治政府成立。チャハル作戦も参照。
9月23日 - 中国国民党と中国共産党による第二次国共合作が成立。
10月15日 - 内蒙古（山西省北部）に晋北自治政府成立。
10月28日 - 内蒙古（綏遠省）に蒙古聯盟自治政府成立。
11月20日 - 国民政府、南京から重慶への遷都を通告。一部の部署は武漢に移転。
11月22日 - 蒙疆聯合委員会設立。
12月5日 - 上海市大道政府成立。
12月13日 - 日本軍、南京を占領。
12月14日 - 北平（北京）に華北を管轄する親日政権、中華民国臨時政府が成立（主席は王克敏）。
1938年（民国27年、昭和13年）
1月16日 - 近衛文麿、「国民政府を対手とせず」の声明を出す。トラウトマン和平工作の打ち切り。背景に尾崎秀実の工作。
2月1日 - 河北省の冀東政府が中華民国臨時政府に合流
2月23日 - ソ連空軍志願隊などによる日本領土（松山飛行場）への攻撃。
2月25日 - 近衛声明をうけて、董道寧が来日。陸軍参謀本部第八課長の影佐禎昭大佐らと面談して和平工作へ。
3月28日 - 南京に華中を管轄する親日政権、中華民国維新政府が成立。梁鴻志が行政委員院長に就任。
3月29日 - 中国国民党臨時全国代表大会が武昌で開催される。蔣介石が国民党総裁、汪兆銘が副総裁に任命される。国民参政会の成立。
5月 - 宇垣工作
5月19日 - 日本陸軍、徐州を占領。
6月16日 - 国民党中央執行委員会、汪兆銘を国民参政会の議長に選任。
6月18日 - 影佐禎昭、参謀本部第八課長から陸軍省軍務課長に転任。
6月30日 - 国民政府外交部アジア課長の高宗武が和平の道をさぐるために来日。汪兆銘工作および尾崎秀実の謀略工作も参照。
7月29日 - 張鼓峰事件（日ソ間紛争）。
9月30日 - 国際連盟加盟国、対日経済制裁（ABCD包囲網）を開始。
10月21日 - 日本陸軍、広州を占領。
10月27日 - 日本陸軍、武漢三鎮を占領。蔣介石、四川省重慶へ脱出。
11月3日 - 近衛文麿、第二次近衛声明を出す。東亜新秩序も参照。
11月20日 - 「日華協議記録」「日華協議諒解事項」「日華秘密協議記録」調印。
11月30日 - 御前会議、「日華新関係調整方針」を可決。
12月18日 - 汪兆銘、重慶を脱出して昆明に到着。翌日ハノイへ。
12月22日 - 近衛文麿、第三次近衛声明を発表。日本軍撤兵にはふれず。
12月29日 - 汪兆銘が蔣介石に打電して和平交渉の必要性を説く（「艶電」）。
12月30日 - 汪兆銘が「対日和平」を声明。
1939年（民国27年、昭和13年）
1月1日 - 重慶国民政府が汪兆銘の党籍を剥奪。
1月 - 姜豪工作
1月17日 - 林伯生が暴漢に襲われ重傷。
3月21日 - 汪兆銘の腹心の曾仲鳴がハノイで暗殺される。
4月25日 - 汪兆銘とその同志がハノイを脱出。
5月2日 - 蔣介石、汪兆銘へのメッセージとして、休養ののち、日本との関係を絶つことを促す一文を雲南省の新聞に発表。
5月6日 - 汪兆銘一行が呉淞に到着。
5月11日 - ノモンハン事件（日ソ間紛争）。
5月26日-5月27日 - 東安鎮事件（日ソ間紛争）
5月31日 - 汪兆銘一行が横須賀海軍飛行場に到着。
6月15日 - 汪兆銘が中国の主権を尊重する原則の実行について、日本側に希望を提出。
7月9日 - 汪兆銘が、共同防共、親日、日中提携についての声明を発表。
7月19日 - 日本政府、汪兆銘と呉佩孚の合作を計画。
8月23日 - 汪兆銘、上海にて中国国民党第6次全国代表大会を召集。
9月1日 - 内蒙古、察南・晋北・蒙古聯盟の3自治政府を統合し蒙古聯合自治政府成立。
9月23日 - 大本営、支那派遣軍を設置。総司令官西尾寿造大将、総参謀長板垣征四郎中将。
9月 - 米国共産党調書発行。
11月18日 - 日本、太平洋問題調査会から事実上の脱退。
11月 - 日本、企画院事件（〜1941年4月）。
12月 - 桐工作。ステュアート工作も参照。
12月9日 - 汪兆銘、「中央陸軍軍事訓練団」を結成。
12月30日 - 汪兆銘、「華日新関係調整要綱」に署名。

### 1940年（民国29年、昭和15年）
1月2日 - 中央陸軍軍事訓練団結成式典。
1月22日 - 高宗武と陶希聖の裏切りにより「華日新関係調整要綱」の全内容が香港「大公報」紙に掲載される。
1月23日 - 汪兆銘・王克敏・梁鴻志が南京に国民政府を樹立することを協議。
3月30日 - 中華民国維新政府と中華民国臨時政府を統合、汪兆銘、国民政府の南京「還都」を宣言し、林森を主席とし、自らを代理主席とする新中央政府（南京国民政府）を成立させる。重慶政府、南京政府首脳77名の逮捕令を発表するもデモンストレーションに終わる。
8月24日 - 満鉄南京事務所長の西義顕が蔣介石との和平工作のため、銀行家銭久銘を香港に訪ねる。
9月22日 - 日本軍、北部仏印進駐を実施し援蔣ルートを遮断。
9月以降 - 銭永銘・周作民工作
10月30日 - 汪兆銘、日本とのあいだに「中日邦交調整基本協定」を結ぶ。
11月27日 - 汪兆銘、重慶の蔣介石に日華基本条約の準備完了を通告。
11月29日 - 汪兆銘、南京国民政府主席に就任。
11月30日 - 汪兆銘、日華基本条約に調印。日本政府、南京国民政府を正式に承認し不平等条約を廃止。日満華共同宣言。重慶政府、10万元の懸賞金をかけ汪兆銘逮捕の協力を求め、再度77名の逮捕令を発表。

### 1941年（民国30年、昭和16年）
2月1日 - 汪兆銘が東亜連盟中国総会の会長に就任
6月16日 - 汪兆銘が日本を公式訪問。元首待遇で昭和天皇に拝謁。
6月22日 - 独ソ戦勃発
6月23日 - 汪兆銘と近衛文麿が支那事変の解決とアジアの復興をうたった共同宣言を発表。
7月1日 - ドイツとイタリアが汪兆銘政権を承認。
7月7日 - 関東軍特種演習の大動員令
7月28日 - 日本軍、南部仏印進駐。背景に尾崎秀実の誘導工作。
8月14日 - 大西洋憲章。
9月27日 - ゾルゲ事件（〜1942年4月）。
10月17日 - 高見一郎により南京神社社殿と南京護国神社の造営を開始。
10月18日 - 東条英機内閣、成立。統制派および革新派も参照。
12月8日 - 太平洋戦争（大東亜戦争）始まる（日本の対米英宣戦布告）。汪兆銘が「大東亜戦争に関する声明」を発表。
12月9日 - 蔣介石の国民政府、日独伊に宣戦布告。日本軍、香港攻撃開始。
12月18日 - 九龍地区制圧の日本軍、香港島に上陸開始
12月19日 - 日本政府、南京国民政府（汪政権）大使に重光葵前駐英大使を任命。

### 1942年（民国31年、昭和17年）
1月1日 - 連合国共同宣言。
1月12日 - 重光葵、南京に赴任。汪兆銘に国書を奉呈。
3月25日 - 日本政府、広東のイギリス租界を汪兆銘政権に移管。
4月30日 - 大本営、支那派遣軍に浙贛作戦を命令。
6月1日 - 南京国民政府特使の褚民誼が昭和天皇を訪問。
7月7日 - タイが南京国民政府（汪兆銘政権）を承認。
7月28日 - 混乱する南京国民政府（汪政権）の通貨制度救援のため，日本銀行が中央儲備銀行に1億円の借款供与契約に調印。
9月1日 - 日本の閣議で大東亜省の設置を決定。これが二元外交の因になるとして東郷茂徳外相が辞任。後任は東条英機首相が外相を兼任。
9月11日 - 日本、10月発足の大東亜省の官制案要綱を閣議決定。満洲事務局、支那事務局、南方事務局、総務局の4局制に。外務省は従来の7局を政務、通商、条約、調査の4局に縮減。
9月22日 - 汪兆銘主席訪日への答礼で平沼騏一郎特派大使一行が南京に到着。汪、これについての覚書を著述。
10月13日 - 大日本興亜同盟主催で、日・満・華の興亜団体代表が東京で初会合。
10月28日 - 枢密院本会議で大東亜省設置案を可決。
11月1日 - 大東亜省が発足。初代大臣に青木一男国務相が就任。拓務省は廃止。
12月20日 - 汪兆銘一行が東京に到着。東条首相と懇談。
12月21日 - 御前会議、大東亜戦争完遂のための対支処理根本方針を決定。汪兆銘政権の強化と情勢の変化のない限り重慶政府との一切の和平工作をおこなわないことを確認。
12月22日 - 昭和天皇と汪兆銘国民政府主席が会見。
12月25日 - 汪兆銘、東京の総理官邸で東条英機と会談。

### 1943年（民国32年、昭和18年）
1月9日 - 汪兆銘の中華民国国民政府が米英に対し宣戦布告。大東亜戦争完遂の日華共同宣言を発表、租界還付・治外法権撤廃の日華協定締結。
1月11日 - 米英が重慶政府と治外法権撤廃条約に調印。
1月12日 - 南京と広州において国民政府の対米英参戦擁護示威の大行進。
1月30日 - 大本営政府連絡会議が、南京国民政府の国旗（青天白日満地紅旗）から「反共和平」の三角旗を除去することに同意。
2月1日 - ヴェノナ・プロジェクト開始。
2月21日 - 日本軍独立混成第23旅団が広州湾のフランス租界に進駐（25日、ドメック長官と正式調印）。
3月7日 - 毛沢東ひきいる中国共産党が、馮竜を使者として汪兆銘に接触し、和平統一を申し出る。
3月12日 - 日本の東条英機首相兼外相が南京国民政府を訪問（16日帰国）。
3月14日 - 汪政権と日本政府が「日本専管租界の返還及び治外法権撤廃等に関する細目取り決め」を南京で調印。
3月22日 - 汪政権と日本政府が北平京公使館区域の行政権を返還する取り決めに調印。
3月27日 - 汪政権と日本政府が厦門・鼓浪嶼共同租界行政権を返還する取り決めに調印。
4月1日 - 日本帝国政府が南京国民政府の主権を尊重してシナ大陸での軍票の新規発行を廃止。
5月26日 - 日本政府、興亜同盟を廃し、大政翼賛会の外局として新たに興亜総本部を創設。
8月1日 - 日本政府が汪政権に上海共同租界を返還。
8月9日 - 日本の大本営、支那派遣軍の重慶攻略作戦の意見具申をその余力なしとして却下。
8月19日 - 青木一男大東亜相が南京国民政府訪問に出発。
8月28日 - 日本陸軍の支那派遣軍（畑俊六大将）が「昭和18年度秋季以降作戦指導の大綱」を策定。
9月13日 - 重慶政府の蔣介石が政府主席に選任され、独裁体制を強化。
9月22日 - 汪兆銘、来日して昭和天皇に拝謁し、日本政府に対しては重慶政治工作に関する日本側の意向を打診。
10月30日 - 日本と南京国民政府が日華同盟条約に調印。戦争終結後の日本軍撤退を約束。
11月2日 - 南京神社社殿及び南京護国神社の竣工（1944年までに）。
11月5日 - 汪兆銘、東京で開かれた大東亜会議に出席。
11月6日 - 大東亜共同宣言発表。
11月22日 - カイロ会談開催、蔣介石が出席。
11月25日 - 新竹空襲。
12月1日 - カイロ宣言。
12月19日 - 汪兆銘、歩行困難となり、体内に残った銃弾の除去手術をうける。

### 1944年（民国33年、昭和19年）
1月24日 - 日本、大本営が「一号作戦」（大陸打通作戦）を命令。
3月3日 - 汪兆銘が治療のため南京を出発して日本に到着。名古屋帝国大学付属病院に入院。
4月17日 - 大陸打通作戦（〜12月10日）。
4月29日 - 日本の第5航空軍が函谷関付近の断密河鉄橋を爆破し、重慶軍の補給路を遮断。
5月25日 - 日本軍、洛陽占領。
7月5日 - 日本政府が、進行中の一号作戦について、「敵米英の侵寇制覇の企図を破摧する」のが目的であって「支那民衆はわが友」であるとする声明を発表。
11月10日 - 名古屋の病院で療養中だった汪兆銘主席が死去。これにともない、陳公博が南京国民政府の主席となる。
11月12日 - 汪兆銘の遺体を乗せた飛行機が小牧飛行場より南京にむけて飛び立つ。
11月20日 - 桂林・柳州の攻略で湘桂作戦が一段落した日本陸軍の支那派遣総司令部（畑俊六元帥）が漢口から南京に戻る。
11月23日 - 汪兆銘の国葬が南京国民政府大礼堂にておこなわれる。遺体は梅花山に埋葬される。

### 1945年（民国34年、昭和20年）
1月17日 - 米軍機約20機が上海の虹橋飛行場に来襲。
1月21日 - 第40師団の甲挺進隊、丙挺進隊などが広東省の粤漢鉄道北部のトンネル、橋梁などをほぼ無傷の状態で占領。
1月22日 - 大本営が支那派遣軍に対し、中国大陸に来攻することが予想されるアメリカ軍撃破を主な任務とする新作戦方針を伝達する。
2月4日 - ヤルタ会談が開催され、英米ソの政府の首脳間で密約。。
3月16日 - 対重慶和平工作の密使、繆斌が来日。緒方竹虎情報局総裁と会談。
3月19日 - 支那派遣軍が中支沿岸地域の戦備増強のため、北支の第69師団と第118師団の転用を発令。
3月21日 - 小磯国昭首相が最高戦争指導会議で、来日した繆斌を通じての日中和平工作を提議（繆斌工作）。重光葵外相がこれに対し猛反対する。
4月5日:ソ連、日本に対して翌年期限切れとなる日ソ中立条約を延長しないと通達。
4月27日 - 支那派遣軍（岡村寧次大将）が、第6方面軍（岡部直三郎大将）に対し、適時湘桂鉄道沿線（湖南省・広西省北部）からの撤退を命令。支那中・北部の防衛に重点をうつす。
4月以降 - 何柱国工作
5月28日 - 日本大本営が支那派遣軍に対し、湘桂・粤漢鉄道沿線の占領地域を撤収して兵力の中支那・北支那への集中を指示。大陸作戦の大幅後退。
7月9日 - 支那派遣軍総参謀副長の今井武夫少将が、河南省新站集で中国第10戦区副司令官の何柱国上将と日支和平で会見。何将軍は日中間の単独和平を拒否。
7月26日 - ポツダム宣言。
8月10日 - 日本、御前会議でポツダム宣言の受諾（降伏）を決定。
8月14日 - 終戦の詔が出される。日本、中立国を経由しポツダム宣言受諾（降伏）を連合国に通告。

### 日本のポツダム宣言受諾（降伏）以降の経緯

#### 1945年（昭和20年）
8月15日（終戦の日） - 日本で「戦争終結の詔書」がラジオ放送される（玉音放送）。局地戦を除き、停戦（日本の降伏）。
8月16日 - 日本の大本営陸海軍部が、全軍に自衛戦闘を除き即時戦闘停止を命令。南京国民政府の解散。
8月21日 - 支那派遣軍総参謀副長今井武夫の一行が湖南省の芷江に到着。中国側と停戦協議を開始。
8月23日 - 中国陸軍総司令何応欽将軍が支那派遣軍総司令官岡村寧次大将に対し、満洲国を除き、台湾、北緯16度線以北の仏領インドシナを含む中国全土の日本軍が中国軍に投降するよう命令。
8月24日 - 日本の陸軍中尉小川哲雄、陳公博らの亡命引率を命令される。
8月25日 - 陳公博らが日本に亡命。
9月9日 - 南京で岡村寧次大将が何応欽将軍を前に降伏文書に調印。南京梅花山の汪兆銘の墓が蔣介石政権によって爆破される。
10月2日 - 陳公博、重慶政府に呼び戻され離日し、翌日、南京に到着。
10月10日 - 汪兆銘の妻陳璧君、陳璧君の義弟褚民誼、汪兆銘長男汪文嬰、女婿何文傑が蔣介石政権によって逮捕される。
10月13日 - 蔣介石が国民党の各部隊に対し共産軍相手の内戦を密命。

#### 1946年以降
1946年（民国35年、昭和21年）
3月27日 - 陳璧君、漢奸処罰条例により起訴される。
4月23日 - 陳璧君に無期懲役と公民権剥奪が言い渡される。
5月21日 - 繆斌、漢奸第1号として銃殺刑に処せられる。
6月3日 - 陳公博、銃殺刑に処せられる。
8月23日 - 褚民誼、銃殺刑に処せられる。
10月10日 - 中国人民解放軍総司令部が「打倒蔣介石、解放全中国」のスローガンを発表（残留日本兵#中国も参照）。
1948年（民国37年、昭和23年）
汪兆銘の長男と女婿が釈放される。
1959年（民国48年、昭和34年）
6月17日 - 汪兆銘夫人の陳璧君、獄中で死去。
1994年（民国83年、平成6年）
南京の梅花山に汪兆銘・陳璧君夫妻の跪像がつくられる。